# Р-36М
Р-36М (Индекс ГРАУ — 15П014, по договору СНВ — РС-20А, по классификации НАТО — SS-18 Mod. 1, 2, 3 Satan) — советский стратегический ракетный комплекс третьего поколения[прояснить] с тяжёлой двухступенчатой жидкостной ампулизированной межконтинентальной баллистической ракетой 15А14 для размещения в шахтной пусковой установке 15П714 повышенной защищённости типа «одиночный старт».
Ракета Р-36М2 относится к четвёртому поколению. Минобороны РФ утверждает, что она является самой мощной в мире из всех межконтинентальных баллистических ракет. Создавался кооперацией промышленности под руководством КБ «Южное», главные конструкторы М. К. Янгель (1969—1971 года) и В. Ф. Уткин (с 1971 года). Система управления разработана НПО «Электроприбор». Главный конструктор системы управления — В. А. Уралов.
Ракетный комплекс с многоцелевой межконтинентальной баллистической ракетой тяжёлого класса предназначен для поражения всех видов целей, защищённых современными средствами ПРО, в любых условиях боевого применения, в том числе при многократном ядерном воздействии по позиционному району. Его применение позволяет реализовать стратегию гарантированного ответного удара.
Основные черты комплекса:
- пусковая установка — стационарная, шахтная;
- ракета — двухступенчатая с ЖРД на высококипящих компонентах топлива (АТ+НДМГ), с миномётным стартом из транспортно-пускового контейнера;
- система управления ракеты — автономная, инерциальная, на основе бортовой цифровой вычислительной машины;
- ракета допускает применение различных видов боевого оснащения (головных частей), в том числе разделяющихся с индивидуальным наведением боевых блоков.

## История создания
Разработку стратегического ракетного комплекса Р-36М с тяжёлой межконтинентальной баллистической ракетой третьего поколения 15А14 и шахтной пусковой установкой повышенной защищённости 15П714 вело КБ «Южное». Использовались переоборудованные шахты ОС-67 ракеты 8К67.
Официально начало разработке положило подписанное 2 сентября 1969 года постановление правительства № 712—247 «О разработке и изготовлении ракетного комплекса Р-36М (15A14)». Новая ракета предлагалась как модернизация предыдущего комплекса Р-36, поэтому в названии появился индекс М.
Применённые при создании ракеты технические решения позволили создать самый мощный в мире боевой ракетный комплекс. Он значительно превосходил и своего предшественника — Р-36:
- по точности стрельбы — в 3 раза,
- по боеготовности — в 4 раза,
- по энергетическим возможностям ракеты — в 1,4 раза,
- по первоначально установленному гарантийному сроку эксплуатации — в 1,4 раза,
- по защищённости пусковой установки — в 15—30 раз,
- по степени использования объёма пусковой установки — в 2,4 раза.[2]

Двухступенчатая ракета Р-36М была выполнена по схеме «тандем» с последовательным расположением ступеней. Для наилучшего использования объёма из состава ракеты были исключены сухие отсеки, за исключением межступенчатого переходника второй ступени. Применённые конструктивные решения позволили увеличить запас топлива на 11 % при сохранении диаметра и уменьшении суммарной длины первых двух ступеней ракеты на 400 мм по сравнению с ракетой 8К67.
На первой ступени применена двигательная установка РД-264, состоящая из четырёх работающих по замкнутой схеме однокамерных двигателей 15Д117 (РД-263), разработанных коллективом ОКБ-456, КБ Энергомаш (главный конструктор — В. П. Глушко). Двигатели закреплены шарнирно, и их отклонение по командам системы управления обеспечивает управление полётом ракеты.
На второй ступени применён двигательный блок РД-0228, состоящая из работающего по замкнутой схеме основного однокамерного двигателя 15Д7Э (РД-0229) и четырёхкамерного рулевого двигателя 15Д83 (РД-0230), работающего по открытой схеме.
Разделение первой и второй ступеней газодинамическое. Оно обеспечивалось срабатыванием разрывных болтов и истечением газов наддува топливных баков через специальные окна.
Благодаря усовершенствованной пневмогидравлической системе ракеты с полной ампулизацией топливных систем после заправки и исключением сжатых газов с борта ракеты удалось добиться увеличения времени нахождения в полной боевой готовности до 10—15 лет с потенциальной возможностью эксплуатации до 25 лет.
Принципиальные схемы ракеты и системы управления разработаны исходя из условия возможности применения трёх вариантов ГЧ:
- лёгкая моноблочная с зарядом мощностью 8 Мт и дальностью полёта 16 000 км;
- тяжёлая моноблочная с зарядом мощностью 20 Мт и дальностью полёта 11 200 км;
- разделяющаяся ГЧ (РГЧ): из 10 боевых блоков с зарядом мощностью 0,4 Мт или 4 с зарядом 1,0 Мт + 6 с зарядом 0,4 Мт.[2] 8 ББ ИН по 0,5 Мт[4].

Все головные части ракеты оснащались усовершенствованным комплексом средств преодоления ПРО. Для комплекса средств преодоления ПРО ракеты 15А14 впервые были созданы квазитяжёлые ложные цели. Благодаря применению специального твердотопливного двигателя разгона, прогрессивно возрастающая тяга которого компенсирует силу аэродинамического торможения ложной цели, удалось добиться имитации характеристик боевых блоков практически по всем селектирующим признакам на внеатмосферном участке траектории и значительной части атмосферного. Комплекс ПРО разработан в ЦНИИРТИ. КБ-5 КБ Южное разработало схему разведения ББ на автономных твердотопливных РД 15Д-161. Для Р-36М создана система прицеливания 15Ш38.
В верхней части головного аэродинамического обтекателя (г. а. о.) устанавливается сферический наконечник, выполненный из теплостойкого материала, так как эта часть воспринимает в полёте самые большие тепловые нагрузки. Весь корпус г. а. о. защищается от нагрева в полёте путём нанесения на его внешнюю поверхность специального теплозащитного покрытия.
Одним из технических новшеств, в значительной степени определившим высокий уровень характеристик нового ракетного комплекса, явилось применение миномётного старта ракеты из транспортно-пускового контейнера (ТПК). Впервые в мировой практике была разработана и внедрена миномётная схема для тяжёлой жидкостной МБР. При старте давление, создаваемое пороховыми аккумуляторами давления, выталкивало ракету из ТПК, и только после покидания шахты запускался двигатель ракеты.
Ракета эксплуатируется в ТПК 15Я53. Полная сборка ракеты, стыковка её с системами, размещаемыми на ТПК, и проверки производятся на заводе-изготовителе. ТПК снабжён пассивной системой поддержания влажностного режима ракеты при нахождении её в ПУ. Корпус ТПК выполнен из высокопрочного стеклопластика. Ракета с ТПК устанавливалась в шахтную пусковую установку (ШПУ) в заправленном состоянии.
ЖРД ракеты работали на высококипящем двухкомпонентном самовоспламеняющемся топливе. В качестве горючего использовался несимметричный диметилгидразин (НДМГ), в качестве окислителя — тетраоксид диазота (АТ).
В. С. Будник руководил проектно-конструкторской разработкой Р-36М (15А14).
За разработку Р-36М награждены орденом Октябрьской Революции: КБ Южное, завод Южмаш, КБХА, КБСМ, С. П. Парняков. Орденом Трудового Красного Знамени — ПО «Авангард», Будник В. С.. Звание Героя Социалистического Труда было присвоено: В. Ф. Уткину (второе), А. М. Макарову (второе), Б. И. Чубанову, М. И. Галасю, Ф. П. Тонких. Лауреатами Ленинской премии стали Ю. А. Сметанин и В. И. Кукушкин, Лауреатами Государственной премии СССР — С. Н. Конюхов, А. Ф. Владыко и А. М. Кунщенко. Многих наградили орденами и медалями.
Над комплексом работали: КБ «Южное» (комплекс в целом), КБЭМ (ЖРД), КБХА (ЖРД), КБ электроприборостроения (СУ), НПО «Алтай», ЦНИРТИ (ПРО), КБСМ (БСК, ШПУ), ЛНПО «Союз» (ПАД), ЦКБТМ (КП), СКБ МАЗ, НПО «Интеграл», ВНИИЭФ, ПО Авангард, НПО «Ротор» (контрольно-измерительная аппаратура), КБТХМ, КБ «Арсенал», ГОКБ «Прожектор», НПО «Импульс», НИИ ПМ (СУ), КБ «Орбита» Филиал № 2 ЦКБМ (ШПУ), НПЦ Полюс (бортовое электрооборудование)
В производстве участвовали: ПО Южмаш, НПО Хартрон (СУ), Павлоградский МЗ, ГОЗ (КП), Юргинский МЗ, ПО Баррикады (амортизация в ШПУ), КБ химавтоматики (ЖРД), КЗКТ (МАЗы)

### Система управления
Система управления ракетой — автономная, инерциальная. Её работу обеспечивал бортовой цифровой вычислительный комплекс (БЦВК, БЦВМ). Надёжная работа обеспечивалась резервированием основных элементов БЦВМ. БЦВМ могла обмениваться информацией с наземными устройствами. Система управления (бортовая аппаратура системы управления ракеты, БАСУ) как совокупность приборов, включает комплекс командных приборов (ККП), БЦВМ, преобразующие и согласующие устройства, приборы защиты от спецвоздействий, коммутационную аппаратуру, исполнительный комплекс, источники питания и кабельную сеть. В составе системы управления МБР БЦВМ появилась впервые в 3-м поколении МБР.
БЦВМ и приборы проектировалась на базе твердотельных интегральных схем. Применение БЦВМ и гиростабилизированной платформы с командными приборами инерциальной навигации позволило добиться высокой точности стрельбы — круговое вероятное отклонение боевых блоков на испытаниях составило 430 метров.
НИИ ПМ были разработаны комплексы командных (гироскопических) приборов для систем управления ракет Р-36М, Р-36М МУТТХ, Р-36М2. Гироприборы для систем управления Р-36М созданы под руководством В. И. Кузнецова.
БЦВМ 1А200 в трёхканальном варианте разрабатывалась с 1968 по 1971 год и использовалась на испытаниях. Блоки центрального процессора были на интегральных микросхемах 106-й серии, ОЗУ «Куб-1М» (куб памяти) было на многоотверстных ферритовых пластинах, ПЗУ было на П-образных ферритовых сердечниках. В конце 1971 года БЦВМ 1А200 заменила 15Л579. Миномётный старт беспокоил головную организацию, поэтому команды БЦВМ дублировала аналоговая релейная система. Отбраковка поступающих электрорадиоэлементов на допроизводственном контроле могла достигать десятков процентов. Для повышения надёжности использовалось многоярусное мажоритирование и адаптация.
Бортовая цифровая вычислительная машина (15Л579) — 16-разрядная, 512—1024 слов ОЗУ, 16 К слов ПЗУ, быстродействие 100 000 операций в секунду. Для системы управления была разработана технология «электронного пуска», за которую разработчики получили Государственную премию УССР.
Разработчик системы управления (включая БЦВМ) — НПО Электроприборостроения (Конструкторское бюро электроприборостроения «Хартрон», КБЭ, ныне ОАО «Хартрон», город Харьков), производитель — опытный завод НПО «Хартрон». Серийно систему управления выпускали Киевский радиозавод и Харьковский приборостроительный завод.
В 1969 году НПЦ Полюс был создан бортовой централизованный преобразователь 15Л533. На 15А14 устанавливался 15Л703, который создали в 1971 году путём модернизации 15Л533. В 1973 году в 15А14 внедрён первый блок спецчастот (БСЧ) 15Л727. Разработаны датчики ЛД-25 и КДИ-26, задающий генератор ЗГ-57М, статический преобразователь (СП) 8НО131-12М (другой индекс — 15Н1212).

### Испытания
Бросковые испытания ракеты с целью отработки системы миномётного старта начались в январе 1970 года. Использовалась площадка № 67 45°59′22″ с. ш. 63°42′20″ в. д.. 22 октября 1971 года на НИИП-5 ракета № БИ-4 (бросковое испытание) подтвердила работоспособность миномётного старта. 30 апреля 1972 года в Павлограде, со специального стенда, позволявшего испытывать выброс из ШПУ посредством порохового аккумулятора давления, был проведен первый пуск макета Р-36М. В 1972 году на втором пуске Р-36М присутствовал А. А. Гречко.
Лётные испытания проводились с 21 февраля 1973 по 1976 год на НИИП-5. Испытания с разделяемой головной частью завершились в декабре 1974 года.
Из 43 испытательных запусков 36 окончились успешно и 7 окончились неудачей. Ракета № 22Л повалилась на бок из-за несоблюдения расцветки проводов датчика. Ещё одна ракета из-за неснятого с гироплатформы арретира не взяла курс и полетела вертикально вверх, но вскоре завалилась.
Вблизи полигона во время испытаний находился корабль США «Арнольд» и барражировал самолёт B-52.
Моноблочный вариант ракеты Р-36М с «лёгкой» головной частью был принят на вооружение 20 ноября 1978 года.
Вариант с головной частью 15Ф143У был принят на вооружение 29 ноября 1979 года.
Первый ракетный полк с МБР Р-36М заступил на боевое дежурство 25 декабря 1974 год.
В 1980 году ракеты 15А14, находившиеся на боевом дежурстве, были переоснащены без извлечения из шахтной пусковой установки усовершенствованными разделяющимися головными частями с жидкостной ступенью разведения, созданными для ракеты 15А18. Ракеты продолжили боевое дежурство под обозначением 15А18-1. Снимаемые с вооружения в 1978—1980 годах 15А14 и позднее снимаемые 15А18-1 использовались в различных испытаниях. С июля 1978 по август 1980 испытывалась самонаводящаяся головная часть 15Ф678 («Маяк-1»), но на вооружение не принималась.
В 1982 году МБР Р-36М были сняты с боевого дежурства и заменены ракетами Р-36М УТТХ (15А18).

## Р-36М УТТХ
Разработка стратегического ракетного комплекса третьего поколения Р-36М УТТХ (индекс ГРАУ — 15П018, код СНВ — РС-20Б, по классификации МО США и НАТО — SS-18 Mod. 4, УТТХ — с улучшенными тактико-техническими характеристиками) с ракетой 15A18, оснащённой 10-блочной разделяющейся головной частью, началась 16 августа 1976 года.
Ракетный комплекс создавался в результате реализации программы совершенствования и повышения боевой эффективности ранее разработанного комплекса 15П014 (Р-36М). Комплекс обеспечивает поражение одной ракетой до 10 целей, включая высокопрочные малоразмерные либо особо крупные площадные цели, расположенные на местности площадью до 300 000 км², в условиях эффективного противодействия средств ПРО противника. Повышение эффективности нового комплекса было достигнуто за счёт:
- повышения точности стрельбы в 2—3 раза;
- увеличения мощности зарядов боевых блоков (ББ);
- увеличения района разведения ББ;
- применения высокозащищённых шахтной пусковой установки и командного пункта;
- повышения вероятности доведения команд на пуск до ШПУ.[40]

Компоновочная схема ракеты 15А18 аналогична схеме 15А14. Это двухступенчатая ракета с тандемным расположением ступеней. В составе новой ракеты без доработок использованы первая и вторая ступени ракеты 15А14. Двигатель первой ступени — четырёхкамерный ЖРД РД-264 закрытой схемы. На второй ступени используется двигательный блок РД0228, состоящий из основного однокамерного маршевого ЖРД РД0229 закрытой схемы и четырёхкамерный рулевой ЖРД РД0257 (РД0230) открытой схемы. Разделение ступеней и отделение боевой ступени — газодинамическое. Для Р-36МУ создана система прицеливания 15Ш51. Использовались химические батареи 6НКГ-160 и 27НКП-90.
Основное отличие новой ракеты заключалось во вновь разработанной ступени разведения 15Б157 (15Б187) и РГЧ 15Ф183 с десятью новыми высокоскоростными боевыми блоками 15Ф162, с зарядами повышенной мощности А134ГА. Двигатель 15Д177 ступени разведения — четырёхкамерный, двухрежимный (тягой 2000 кгс и 800 кгс) с многократным (до 25 раз) переключением между режимами. Это позволяет создавать наиболее оптимальные условия при разведении всех боевых блоков. Ещё одна конструктивная особенность этого двигателя — два фиксированных положения камер сгорания. В полёте они располагаются внутри ступени разведения, но после отделения ступени от ракеты специальные механизмы выводят камеры сгорания за наружный контур отсека и разворачивают их для реализации «тянущей» схемы разведения боевых блоков. Сама РГЧ 15Ф183 выполнена по двухъярусной схеме с единым аэродинамическим обтекателем. Также были увеличены объём памяти БЦВМ и модернизирована система управления, путём реализации более полных законов управления со сведением практически к нулю методических ошибок. При этом точность стрельбы была улучшена в 2,5 раза, а время готовности к запуску сократилось до 62 секунд. Приборы 15Л703 и агрегат форсированного разгона 15Н1272, устанавливавшиеся на 15А14, были использованы без изменений. Разработан новый блок спецчастот 15Л786 и новый статический преобразователь постоянного и переменного тока 15Л787, задающий генератор 61М.
Ракета 15А18 в транспортно-пусковом контейнере (ТПК) устанавливается в шахтную пусковую установку и находится на боевом дежурстве в заправленном состоянии в полной боевой готовности. Используется миномётный метод запуска ракеты. Для загрузки ТПК в шахтное сооружение в СКБ МАЗ разработано специальное транспортно-установочное оборудование в виде полуприцепа высокой проходимости с тягачом на базе МАЗ-537 (производитель — Курганский завод колёсных тягачей). В состав основных узлов и систем установщика входят: рама, стрела, механизм подъёма и опускания стрелы, задний колёсный ход, полиспастная система, гидросистема, электрооборудование, вспомогательное оборудование. Длина автопоезда с установочным оборудованием составляла 26460 мм, а масса 69914 кг.

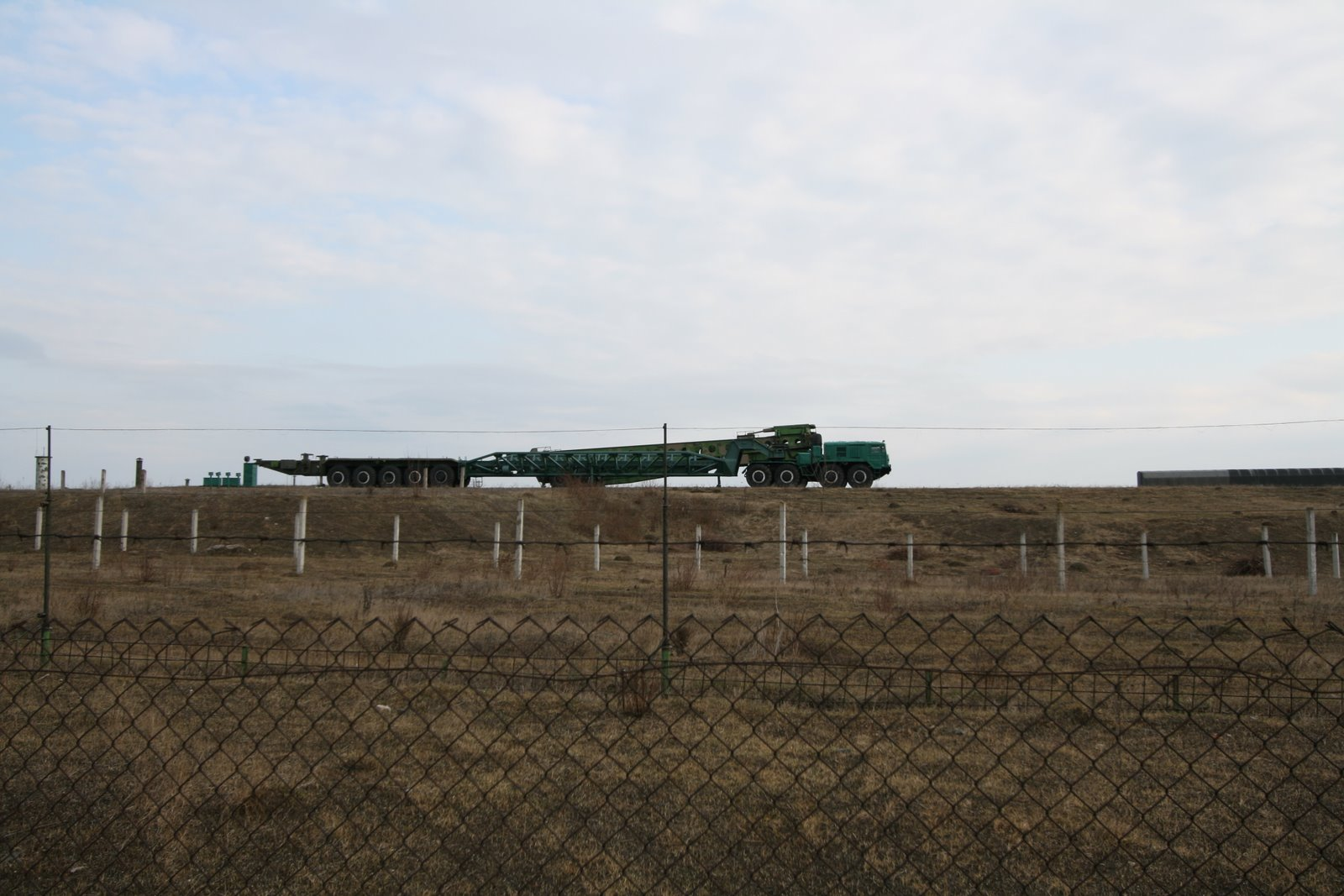
Спереди МАЗ-537 с транспортно-перегрузочным агрегатом 15Т145М[42] за ним установщик. Музей РВСН, Украина
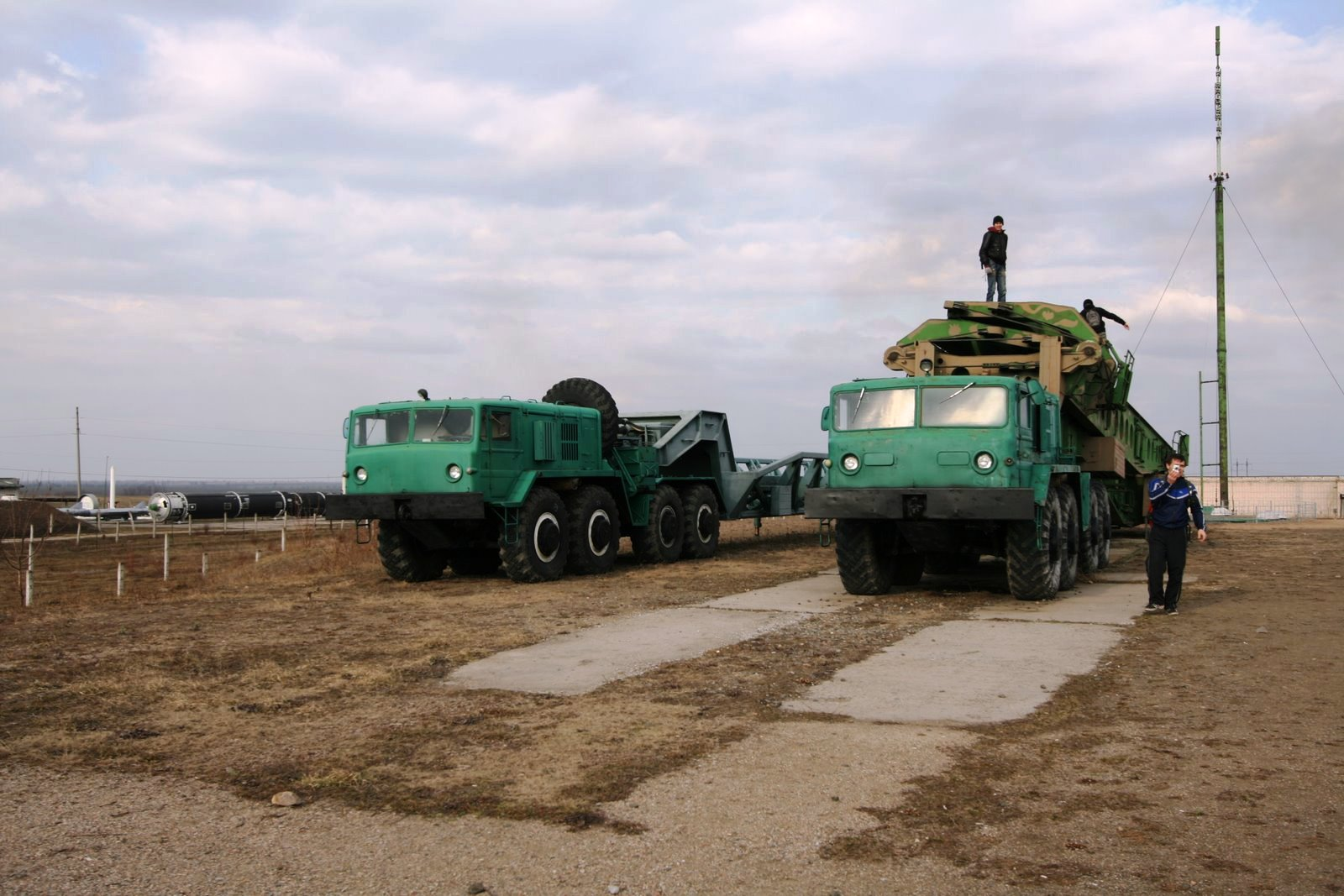
Справа МАЗ-537 15У164[42] — установщик[43] ТПК Р-36М в ШПУ. Сверху механизм опускания. Слева транспортёр.
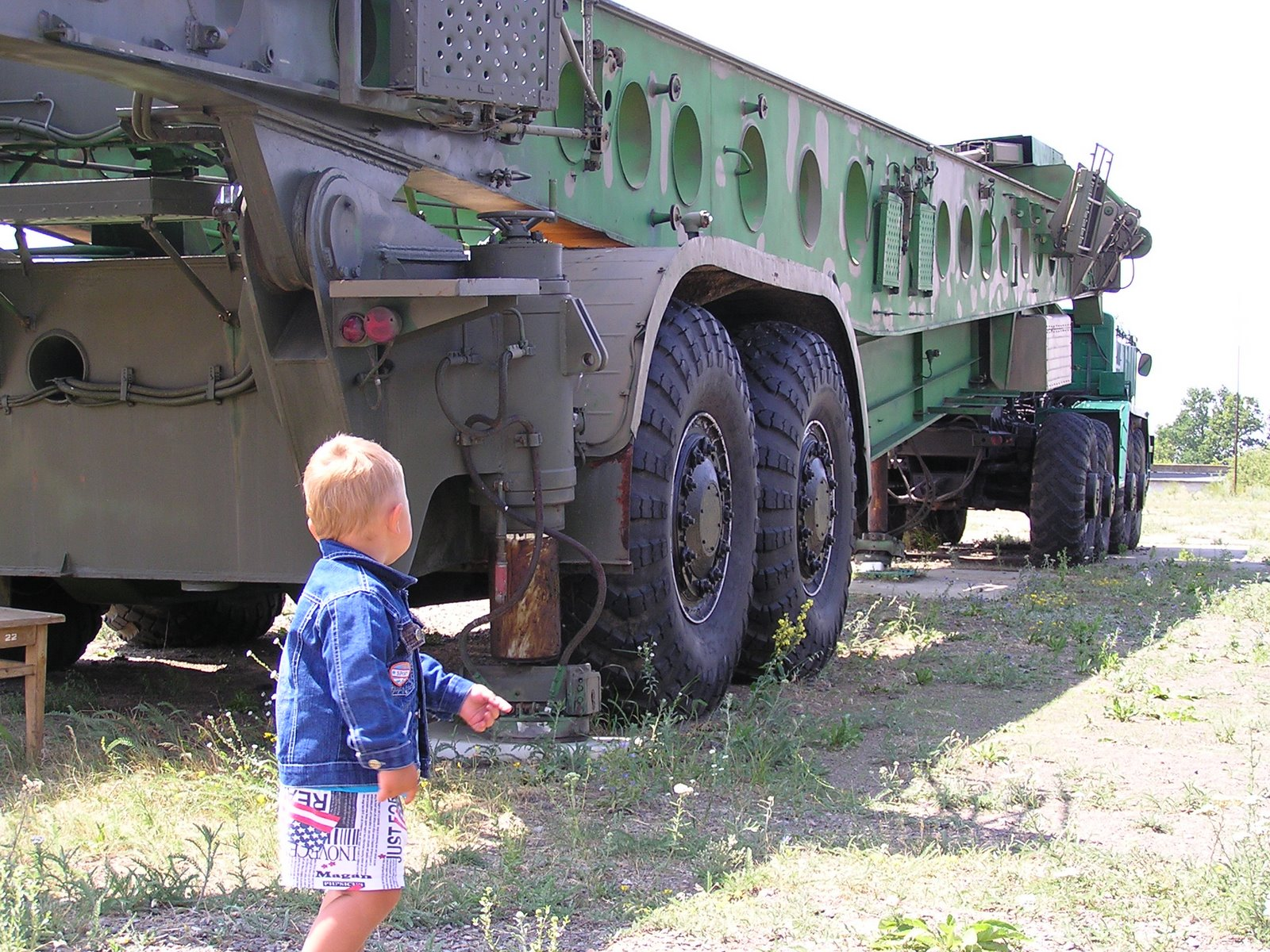
Стрела поверх рамы, задний колёсный ход
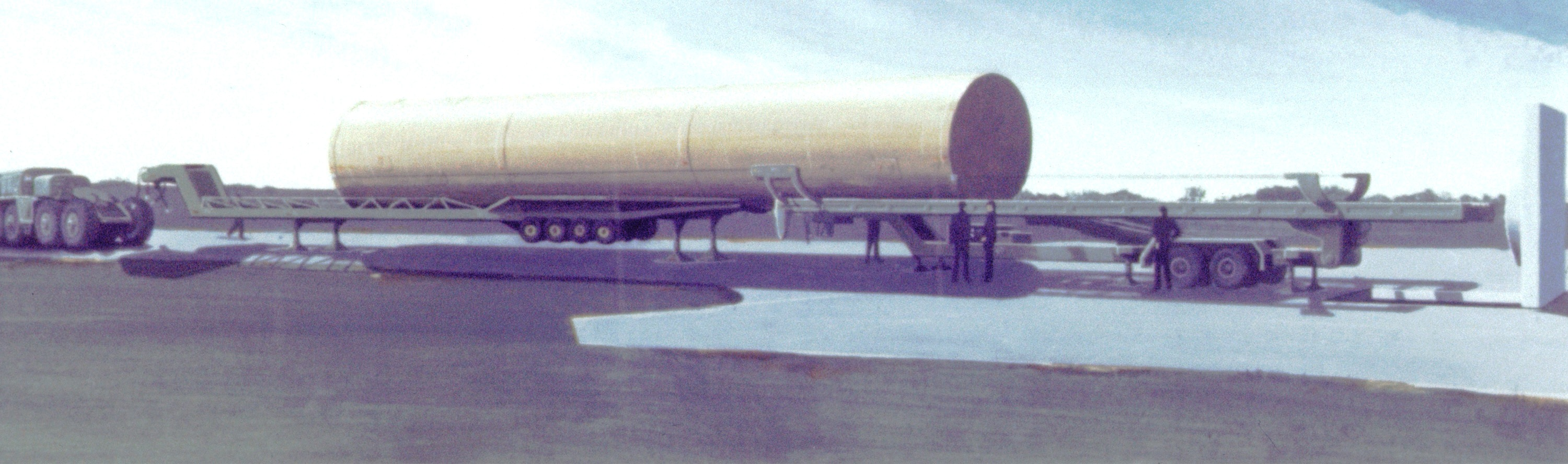
Перегрузка с транспортёра на установщик
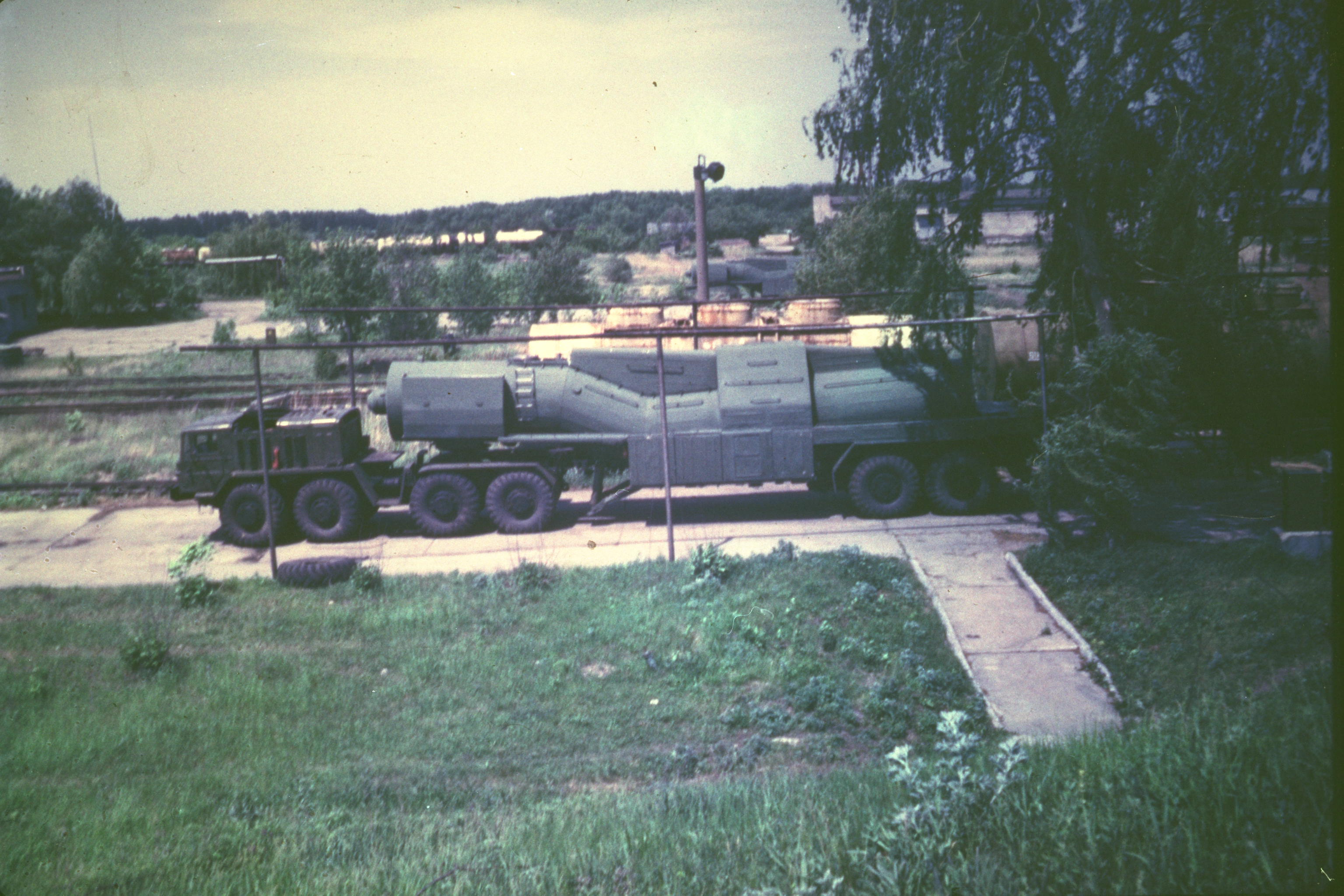
Заправочная автоцистерна ЗАЦ-1 (окислитель)
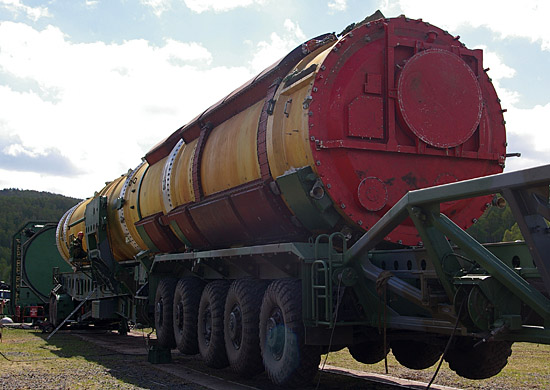
Перегрузка с транспортёра на установщик
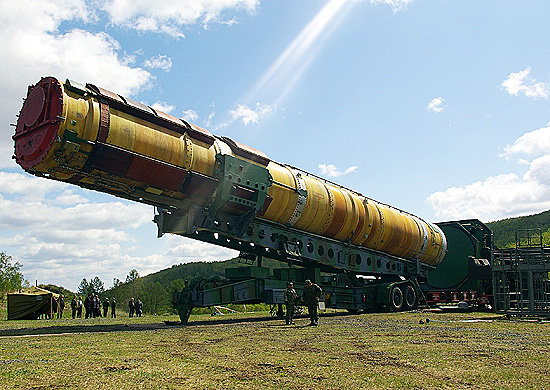
Подъём стрелы
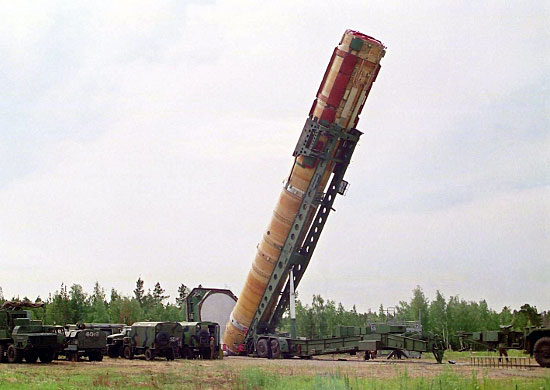
Установка ТПК в ШПУ
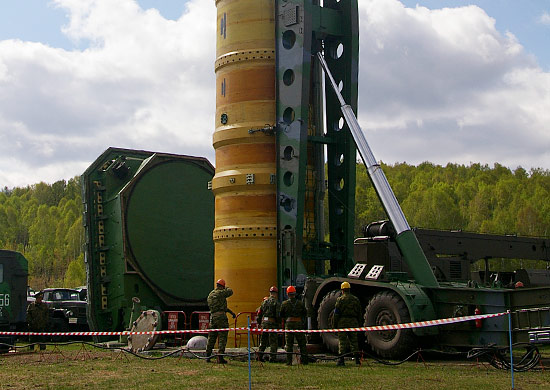
Открытая крышка ШПУ. Автокран КС-5571 (справа сзади)
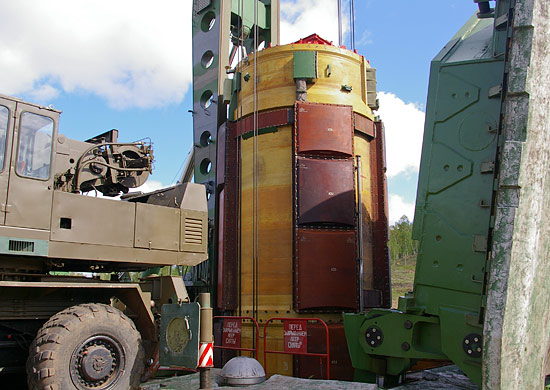
Установка ТПК без ГЧ и переходника в ШПУ

Лётно-конструкторские испытания ракетного комплекса Р-36М УТТХ начались 31 октября 1977 года на полигоне Байконур. По программе лётных испытаний проведено 19 пусков, из них 17 успешных. Причины неудач были выяснены и устранены, эффективность принятых мер подтверждена последующими пусками. Всего проведено 62 пуска, из них 56 — успешных.
18 сентября 1979 года три ракетных полка приступили к несению боевого дежурства на новом ракетном комплексе. По состоянию на 1987 год было развёрнуто 308 МБР Р-36М УТТХ в составе 5 ракетных дивизий (6 гарнизонов). На 1998 год в составе РВСН оставалось 122 ШПУ с Р-36М УТТХ.
Высокая надёжность комплекса подтверждена 159 пусками по состоянию на сентябрь 2000 года, из которых только четыре были неудачными. Эти четыре отказа при пусках серийных изделий обусловлены производственными дефектами.
После распада СССР и экономического кризиса начала 1990-х годов встал вопрос о продлении сроков эксплуатации Р-36М УТТХ до замены их новыми комплексами российской разработки. Для этого 17 апреля 1997 года был произведён успешный пуск ракеты Р-36М УТТХ, изготовленной 19 с половиной лет назад. НПО «Южное» и 4 ЦНИИ МО провели работы по увеличению гарантийного срока эксплуатации ракет с 10 лет последовательно до 15, 18 и 20 лет.
15 апреля 1998 года с космодрома Байконур был произведён учебно-тренировочный пуск ракеты Р-36М УТТХ, при котором десять учебных боевых блоков поразили все учебные цели на полигоне Кура на Камчатке.
Стартовый комплекс включает шахтные пусковые установки (6—10) и унифицированный командный пункт 15В155 (15В52У). Боевой стартовый комплекс разработан в КБСМ (главный конструктор В. С. Степанов), командный пункт — в ЦБК ТМ. Ракета, помещённая на заводе-изготовителе в транспортно-пусковой контейнер, транспортировалась и устанавливалась в шахтную пусковую установку (ШПУ), заправлялась и ставилась на боевое дежурство.
За разработку, проведение испытаний пусковых установок высокой защищённости ракетных комплексов Р-36М УТТХ лауреатом Государственной премии СССР (1982) стал В. А. Курашов
4 июня 2009 года последняя Р-36М УТТХ была извлечена из шахты в Ужурской ракетной дивизии.
Также было создано совместное российско-украинское предприятие «Космотрас» по разработке и дальнейшему коммерческому использованию ракеты-носителя лёгкого класса «Днепр» на базе ракет Р-36М УТТХ и Р-36М2.

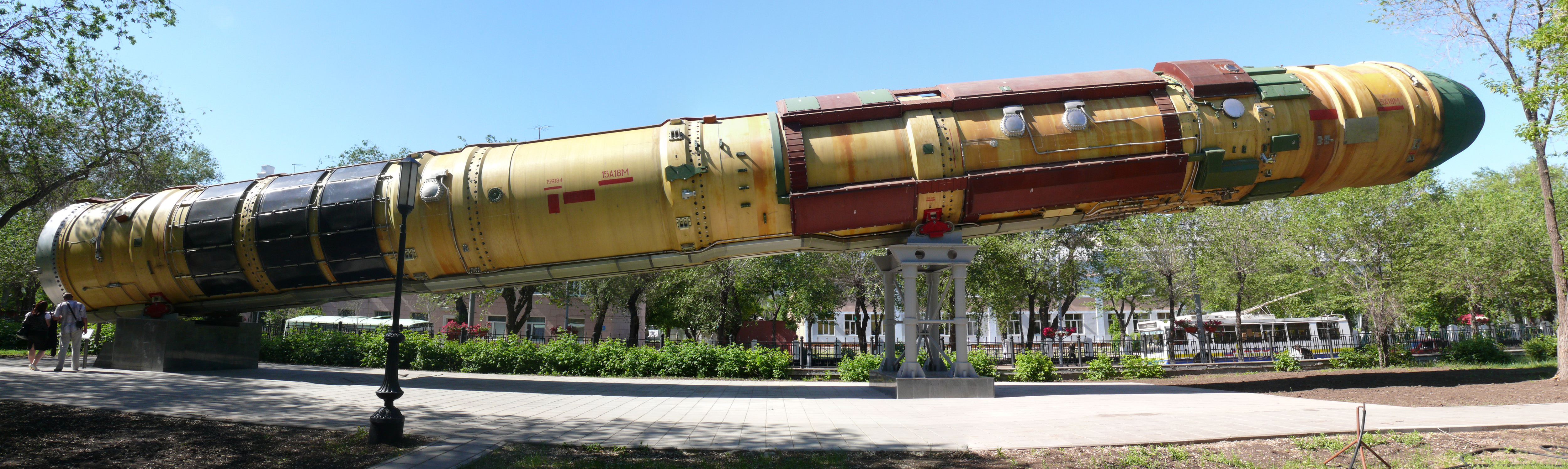
ТПК 15Я184 из стеклопластика (жёлтый). ТПК изготавливался ПО «Авангард»
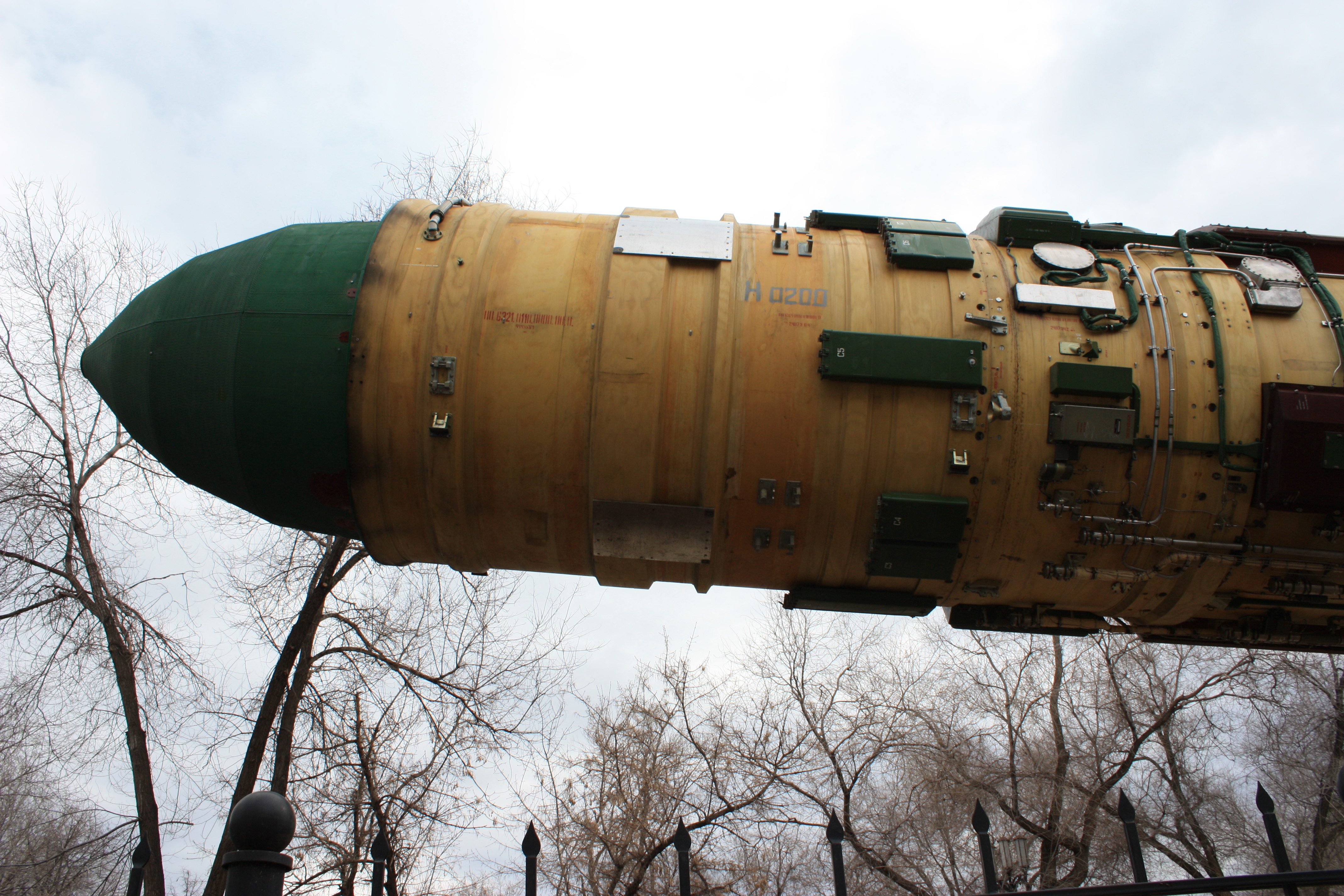
Переходник ТПК (жёлтый, в центре) прикреплённый к ТПК (жёлтый, справа). Обтекатель (зелёный, слева)
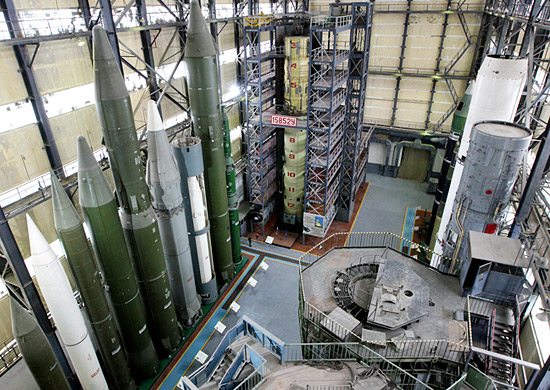
УКП 15В52У (жёлтый, сзади)
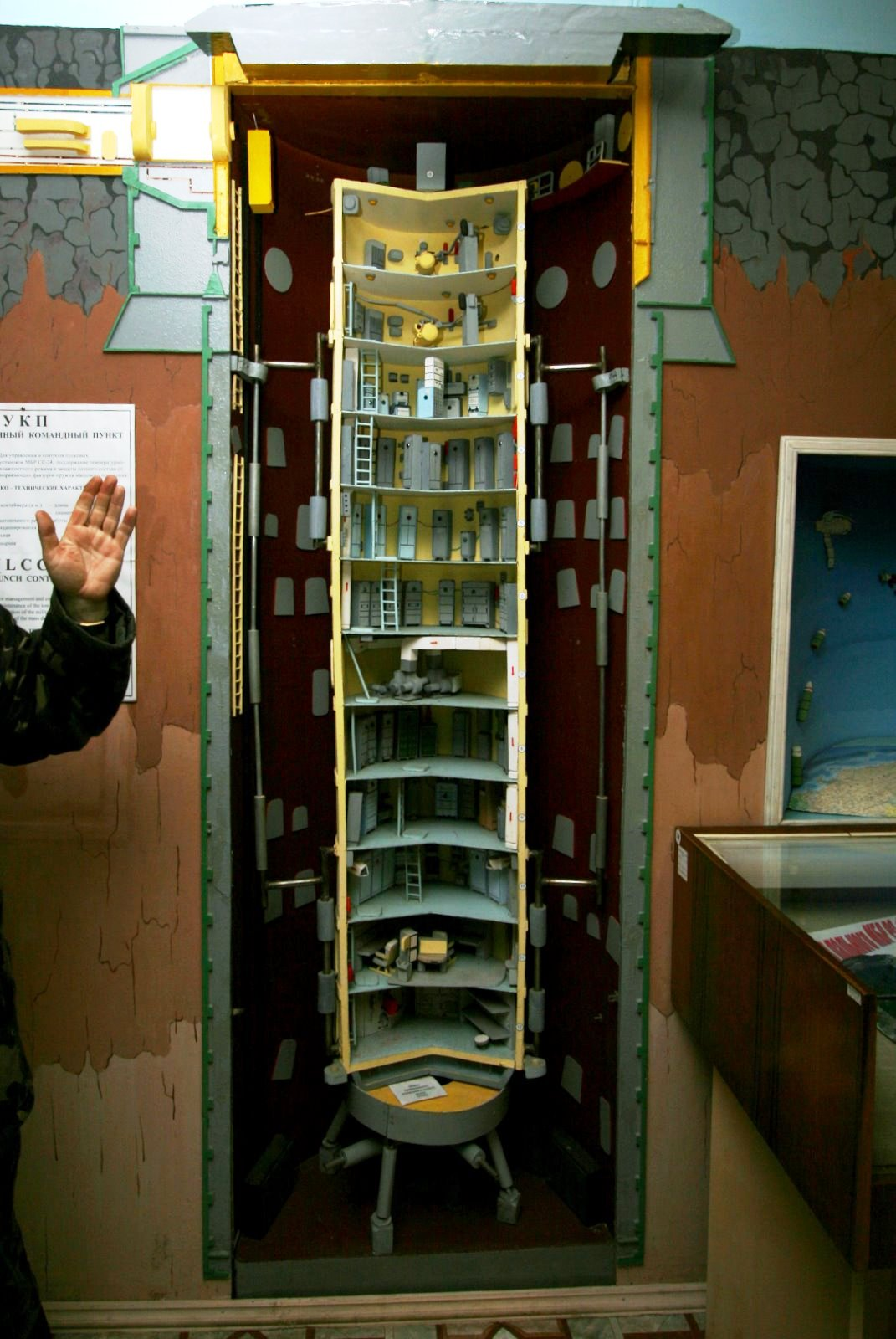
Модель УКП
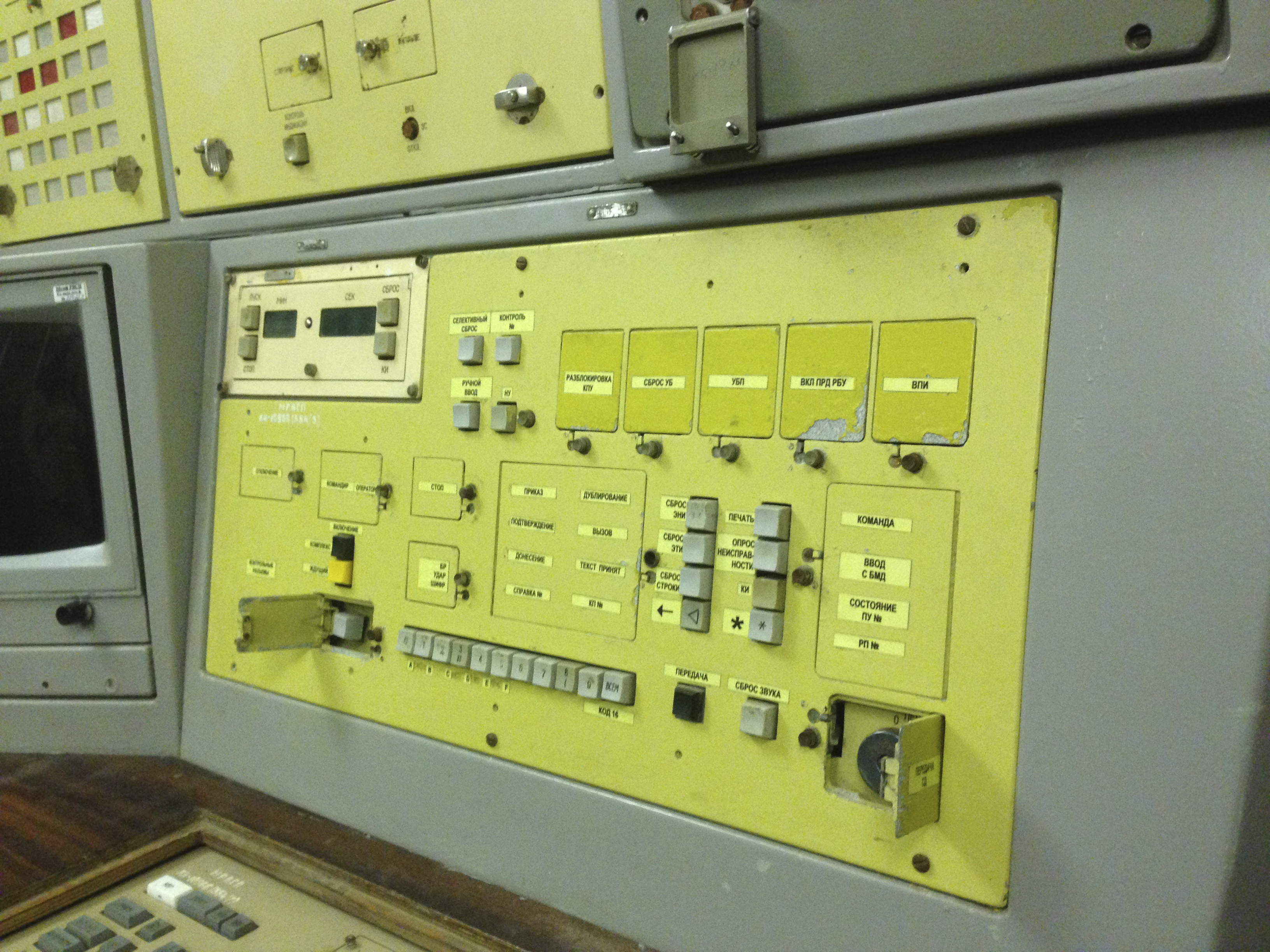
Боевой пост пуска ракет в УКП

## Р-36М2

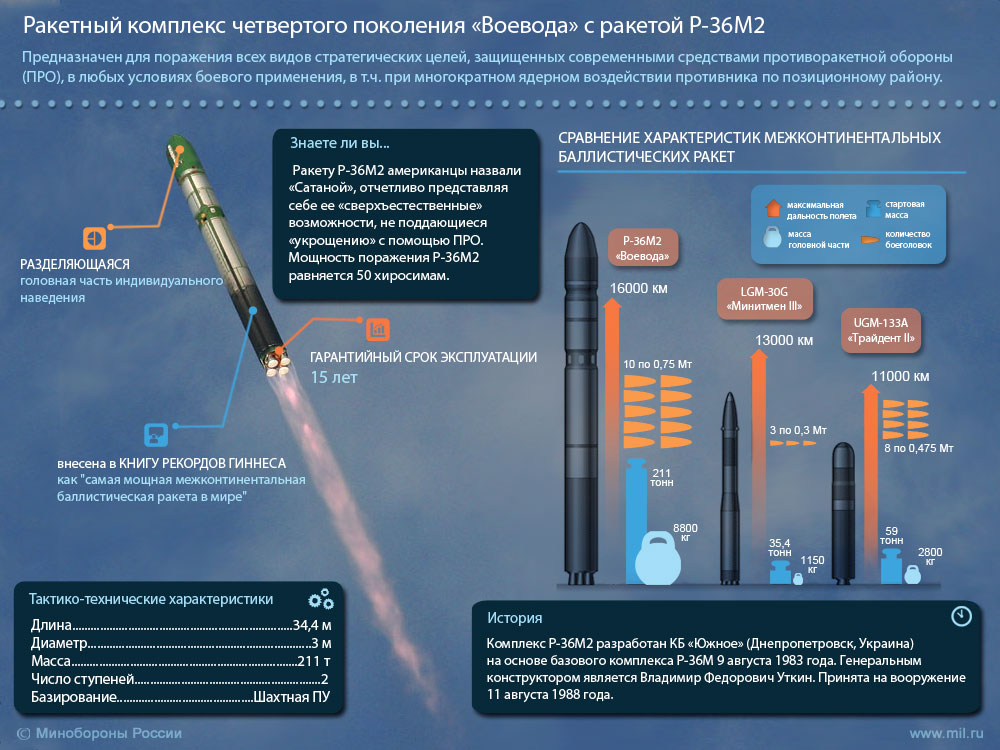
Ракетный комплекс «Воевода» с ракетой Р-36М2

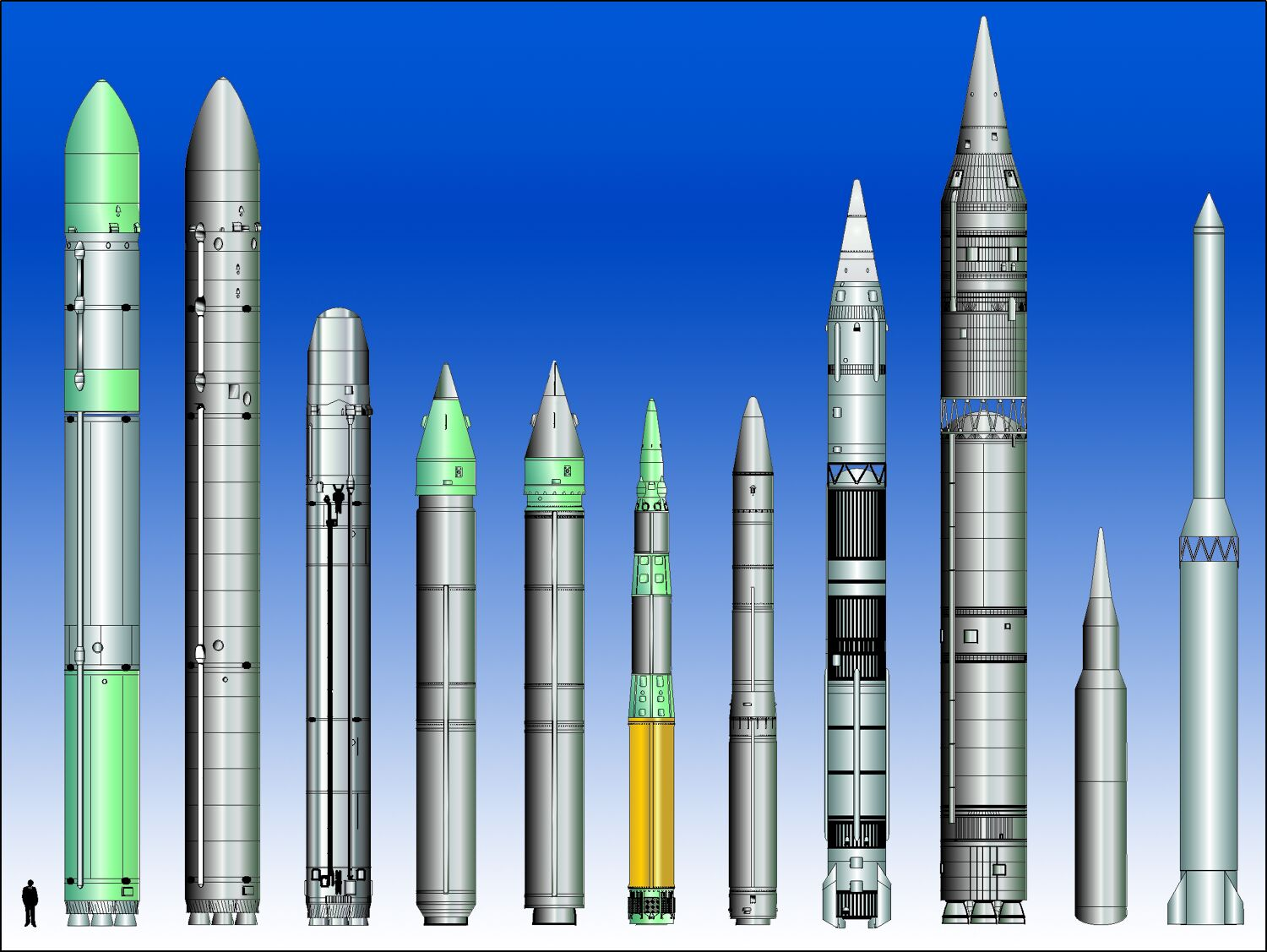
SS-18 Mod 4 (1-я), SS-18 Mod 5 (2-я), CSS-4 (большая 9-я)

9 августа 1983 года постановлением Совета Министров СССР № 769-248 КБ «Южное» была поставлена задача доработать ракетный комплекс Р-36М УТТХ, чтобы он мог преодолевать перспективную систему американской противоракетной обороны (ПРО). Кроме того, было необходимо повысить защищённость ракеты и всего комплекса от действия поражающих факторов ядерного взрыва.
Ракетный комплекс четвёртого поколения Р-36М2 (шифр проекта — «Воевода», индекс ГРАУ — 15П018М, код СНВ — РС-20В, по классификации МО США и НАТО — SS-18 Mod.5/Mod.6) с многоцелевой межконтинентальной ракетой тяжёлого класса 15А18М предназначен для поражения всех видов целей, защищённых современными средствами ПРО, в любых условиях боевого применения, в том числе при многократном ядерном воздействии по позиционному району. Его применение позволяет реализовать стратегию гарантированного ответного удара. Ударом 8—10 ракет 15А18М (в полной комплектации 80—100 боевых блоков мощностью 800 кт каждый) обеспечивалось уничтожение 80 % промышленного потенциала США и большей части населения.
В результате применения новейших технических решений, энергетические возможности ракеты 15А18М увеличены на 12 % по сравнению с ракетой 15А18. При этом выполняются все условия ограничений по габаритам и стартовому весу, накладываемые договором ОСВ-2. В ракетном комплексе применена активная защита шахтной пусковой установки от ядерных боевых блоков и высокоточного неядерного оружия, а также впервые в стране осуществлён маловысотный неядерный перехват высокоскоростных баллистических целей.
По сравнению с 15А18, в новом комплексе удалось добиться улучшения многих характеристик:
- повышения точности в 1,3 раза;
- увеличения в 3 раза длительности автономности;
- уменьшения в 2 раза времени боеготовности;
- увеличения площади зоны разведения боевых блоков в 2,3 раза;
- применения зарядов повышенной мощности;
- возможности пуска из режима постоянной боеготовности по одному из плановых целеуказаний, а также оперативного переприцеливания и пуска по любому неплановому целеуказанию, переданному из высшего звена управления.[49]

Для обеспечения высокой боевой эффективности в особо сложных условиях боевого применения при разработке комплекса Р-36М2 особое внимание уделялось следующим направлениям:
- повышение защищённости и живучести ШПУ и КП;
- обеспечение устойчивости боевого управления во всех условиях применения комплекса;
- увеличение времени автономности комплекса;
- увеличение гарантийного срока эксплуатации;
- обеспечение стойкости ракеты в полёте к поражающим факторам наземных и высотных ядерных взрывов;
- расширение оперативных возможностей по перенацеливанию ракет.[49]

Одним из основных преимуществ нового комплекса является возможность обеспечения пусков ракет в условиях ответно-встречного удара при воздействии наземных и высотных ядерных взрывов. Это достигнуто за счёт повышения живучести ракеты в шахтной пусковой установке и значительного повышения стойкости ракеты в полёте к поражающим факторам ядерного взрыва. Корпус ракеты вафельно-сварной конструкции из сплава АМг6НПП (магналий), введена защита аппаратуры системы управления от гамма-излучения, в 2 раза повышено быстродействие исполнительных органов автомата стабилизации системы управления, отделение головного обтекателя осуществляется после прохождения зоны высотных блокирующих ядерных взрывов, двигатели первой и второй ступеней ракеты форсированы по тяге. В НПЦ Полюс на основе эпоксидной эмали ЭП-75 было создано многослойное экранное покрытие (краска) ЭП-75М с содержанием редкоземельных металлов, защищающее приборы от сверхжёсткого рентгеновского излучения.
В результате радиус зоны поражения ракеты блокирующим ядерном взрывом, по сравнению с ракетой 15А18, уменьшен в 20 раз, стойкость к рентгеновскому излучению повышена в 10 раз, гамма-нейтронному излучению — в 100 раз. Обеспечена стойкость ракеты к воздействию пылевых образований и крупных частиц грунта, имеющихся в облаке при наземном ядерном взрыве.
Для ракеты построены ШПУ со сверхвысокой защищённостью от поражающих факторов ЯВ путём переоборудования ШПУ ракетных комплексов 15А14 и 15А18. Реализованные уровни стойкости ракеты к поражающим факторам ядерного взрыва обеспечивают её успешный пуск после непоражающего ядерного взрыва непосредственно по ПУ и без снижения боевой готовности при воздействии по соседней ПУ.
За создание Р-36М2 С. И. Усу в 1990 присвоено звание Героя Социалистического Труда.
Ликвидацию 104 пусковых установок, оставшиеся в Казахстане, завершили в сентябре 1996 года. В 1997 году в России было 186 пусковых установок (с Р-36М УТТХ и Р-36М2, из них 6 без ракет). По состоянию на 1992 г. было развёрнуто 88 пусковых установок с ракетами РС-20В «Воевода».
В 2000 году заявлялось о намерении вывести в 2007 из эксплуатации все тяжёлые ракеты Сатана. Решение о продлении эксплуатации было принято в 2003 году. 21 февраля 2006 года было подписано Соглашение с Украиной о продлении срока эксплуатации ракетного комплекса 15П118М. В 2008 году Госдума ратифицировала это соглашение и закон был подписан. На май 2006 года в состав РВСН входило 74 шахтные пусковые установки с МБР Р-36М УТТХ и Р-36М2, оснащённых 10 боевыми блоками каждая. В апреле 2014 СМИ сообщали о переговорах Южмаша о продаже технологий МБР, но МИД Украины оценил это как не соответствующее действительности. В мае 2014 конгрессмен США предлагал добиться остановки обслуживания МБР. По некоторым оценкам, за обслуживание Россия ежегодно платила Южмашу около $10 млн. В июне 2015 президент Украины запретил военное сотрудничество Украины с Россией. В 2015 отношения с заводом Южмаш были разорваны, обслуживание взял на себя ГРЦ. В 2016 году сообщалось о 74 пусковых установках. В 2018 сообщалось о 58 ракетах. В 2018 Гобулин заявлял, что всего было изготовлено 308 Р-36М2 и только 42 РС-20 осталось на боевом дежурстве. По оценке на 2019 сообщалось о 46 РС-20В. В 2020 планировалось утилизировать 2 Р-36М2. Продлением срока службы железнодорожного подвижного состава для перевозок 15Т156 занимался ЦКБ ТМ.

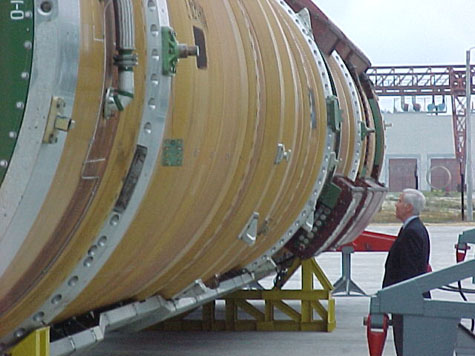
Ричард Лугар осматривает ракету типа SS-18 в Центре ликвидации МБР (Филиал ФГУП ЦЭНКИ — ЦЛ МБР) в Суроватихе, 27 августа 2002 года
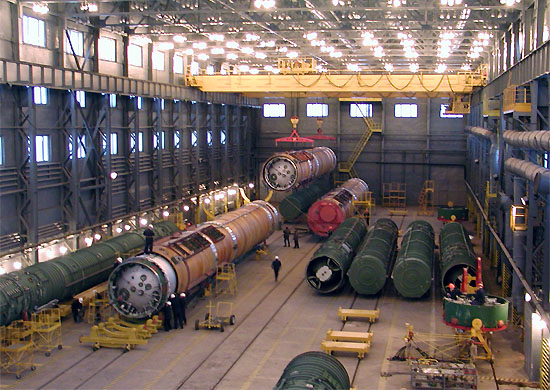
Центр ликвидации МБР ФГУП КБТХМ в Суроватихе

### Конструкция
Ракета выполнена по двухступенчатой схеме с последовательным расположением ступеней. На ракете применяются аналогичные схемы старта, разделения ступеней, отделения ГЧ, разведения элементов боевого оснащения, показавшие высокий уровень технического совершенства и надёжности в составе ракеты 15А18.
В состав двигательной установки первой ступени ракеты входят четыре шарнирно закреплённых однокамерных ЖРД, имеющих турбонасосную систему подачи топлива и выполненных по замкнутой схеме. Разработчик двигателя — Конструкторское бюро энергетического машиностроения, главный конструктор В. П. Радовский.
В состав двигательного блока РД-0255 второй ступени входят два двигателя: основной маршевый однокамерный РД-0256 с турбонасосной подачей компонентов топлива, выполненный по замкнутой схеме и рулевой РД-0257, четырёхкамерный, открытой схемы, ранее уже использовавшийся на ракете 15А18. Двигатели всех ступеней работают на жидких высококипящих компонентах топлива НДМГ+АТ, ступени полностью ампулизированы. Оба двигателя разработки Конструкторского бюро химавтоматики, главный конструктор А. Д. Конопатов.
Боевая ступень, в которой размещены основные приборы системы управления и двигательная установка, обеспечивающие последовательное прицельное разведение десяти ББ, в отличие от ракеты 15А15, функционально входит в состав ракеты и стыкуется со второй ступенью разрывными болтами. Управляющий четырёхкамерный ЖРД 15Д300 боевой ступени аналогичен по схеме и конструктивному исполнению его прототипу — двигателю 15Д117 для ракеты 15А18. Разработчик ЖРД — КБ-4 КБ Южное. Для Р-36М создана система прицеливания 15Ш64.
Система управления разработана НПО Электроприборостроения (главный конструктор В .Г. Сергеев) на базе двух высокопроизводительных ЦВК (бортового и наземного) нового поколения и непрерывно работающего в процессе боевого дежурства высокоточного комплекса гироскопических приборов разработки московского НИИ прикладной механики..
Для ракеты разработан новый головной обтекатель оживальной формы, обеспечивающий надёжную защиту головной части от поражающих факторов ядерного взрыва. Тактико-технические требования предусматривали оснащение ракеты четырьмя типами головных частей:
- Моноблочная головная часть:
  - «лёгкий» боевой блок
  - «тяжёлый» боевой блок
- Разделяющаяся головная часть:
  - РГЧ с десятью неуправляемыми боевыми блоками мощностью 800 кт каждый
  - РГЧ смешанной комплектации в составе шести неуправляемых боевых блоков и четырёх управляемых боевых блоков (УББ 15Ф178[49]).

В ходе лётных испытаний тяжёлый моноблок и смешанную РГЧ было решено исключить из оснащения.
Разработкой термоядерных зарядов занималось ВНИИЭФ. Разработаны четыре модификации ЯБП, разработчик ядерного боеприпаса — ВНИИЭФ (главный конструктор С. Г. Кочарянц), разработчик заряда — ВНИИЭФ (главный конструктор Е. А. Негин). Международные договоры ограничивали количество ББ до 10. Проектировались платформы разведения вмещающие до 20 или 36 ББ. ББ получили термоизолирующие чехлы.
В составе боевого оснащения применён КСП ПРО состоящего из «тяжёлых» и «лёгких» ложных целей, дипольных отражателей (РЭБ).

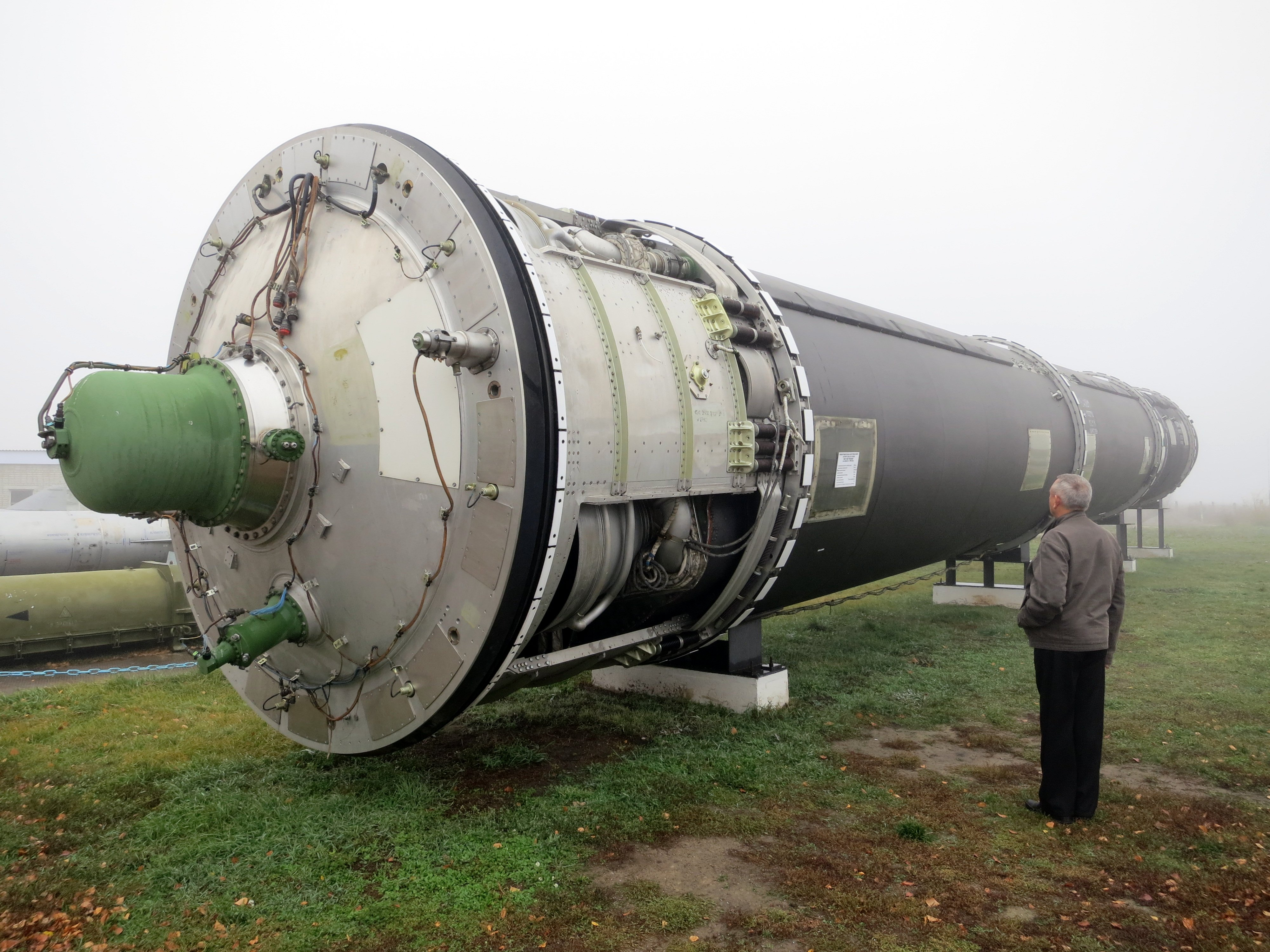
Сопла ДУ 1-й ступени (РД-264 из 4 ЖРД 15Д117. Разработчик КБ Энергомаш) в окнах поддона.
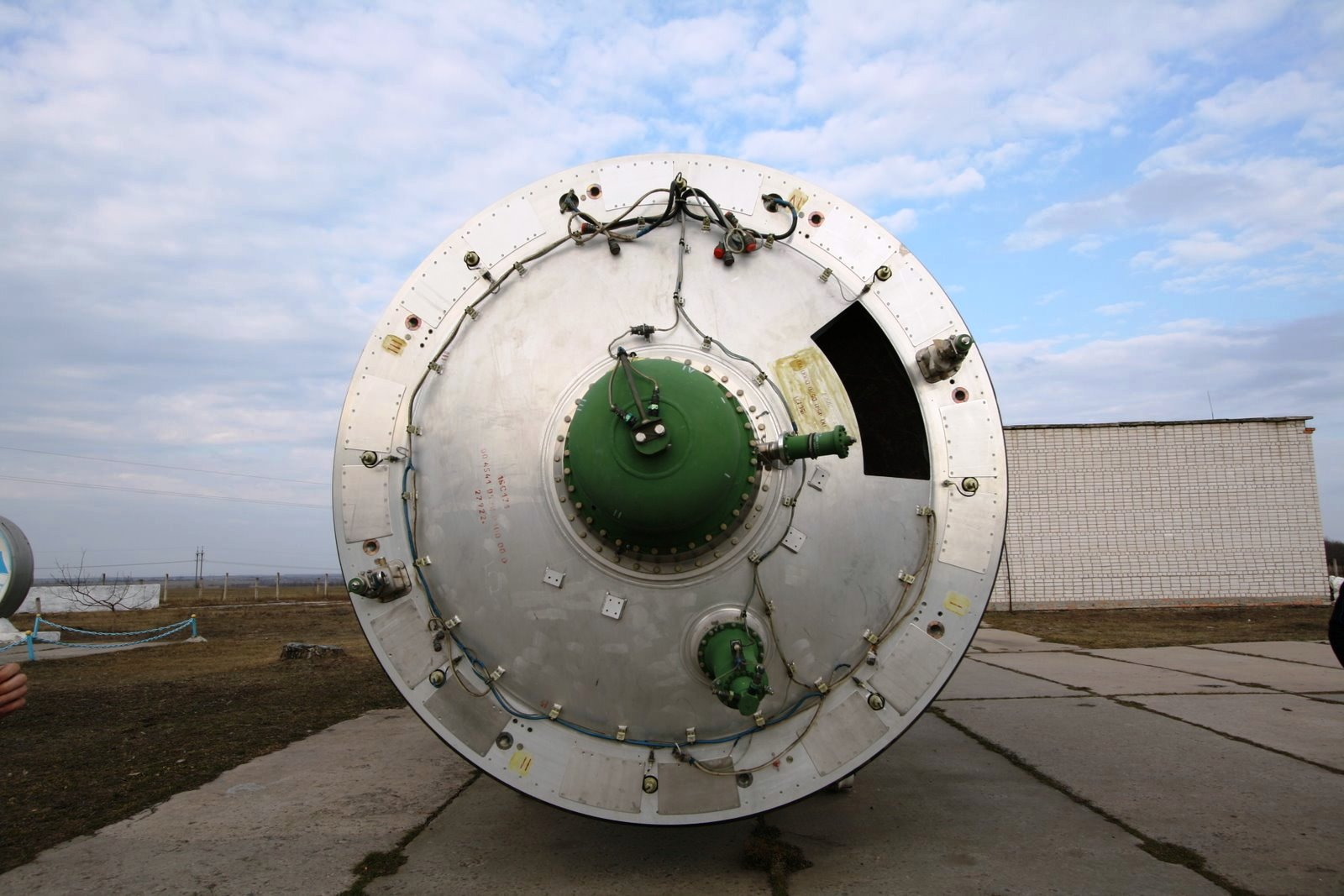
Поддон, ПАД миномётного старта
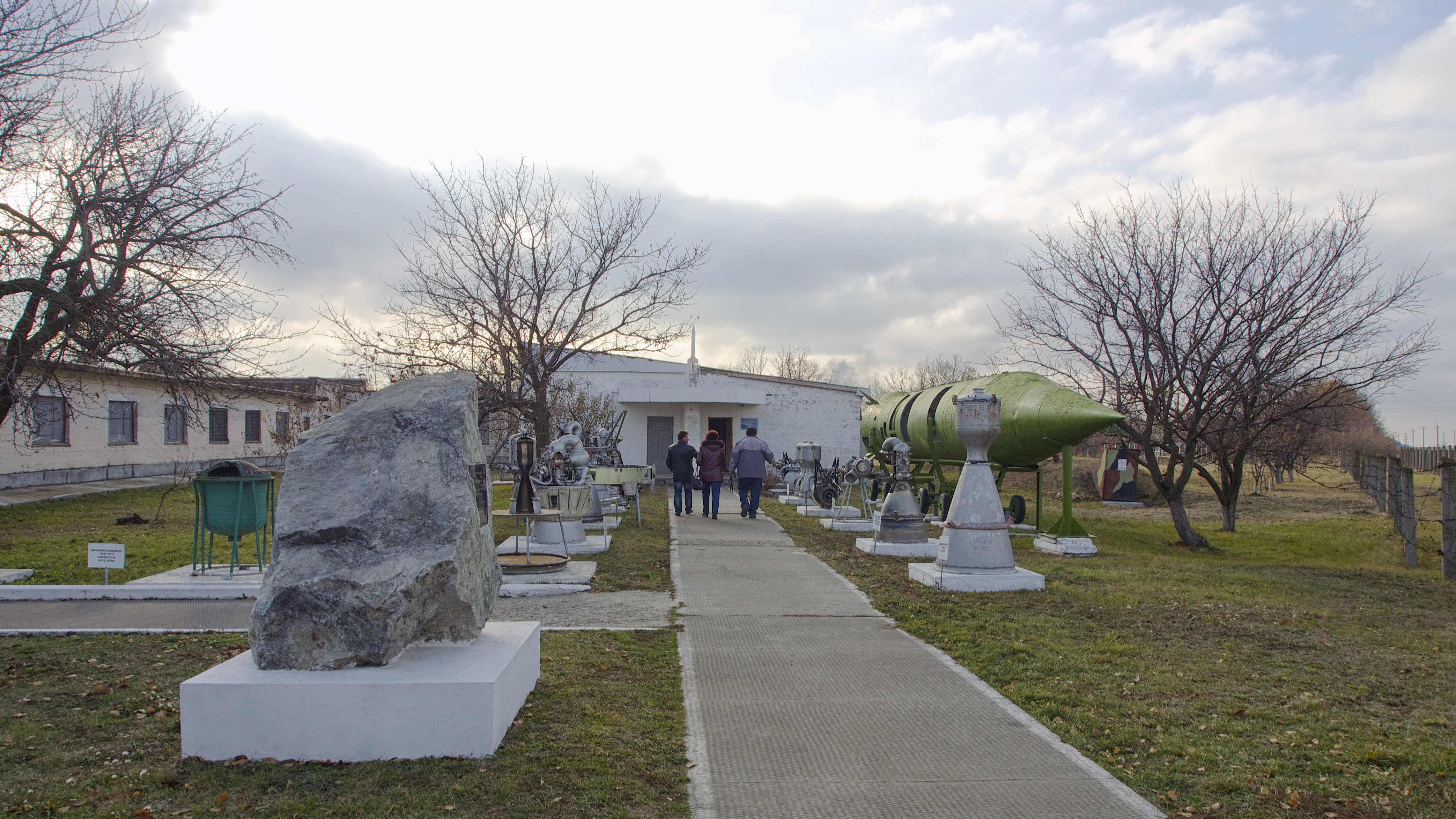
Разрезные макеты: пороховой аккумулятор давления 15У76 РС-20В (зелёный слева), турбонасосный агрегат двигателя 15Д117 РС-20В (3-й справа)
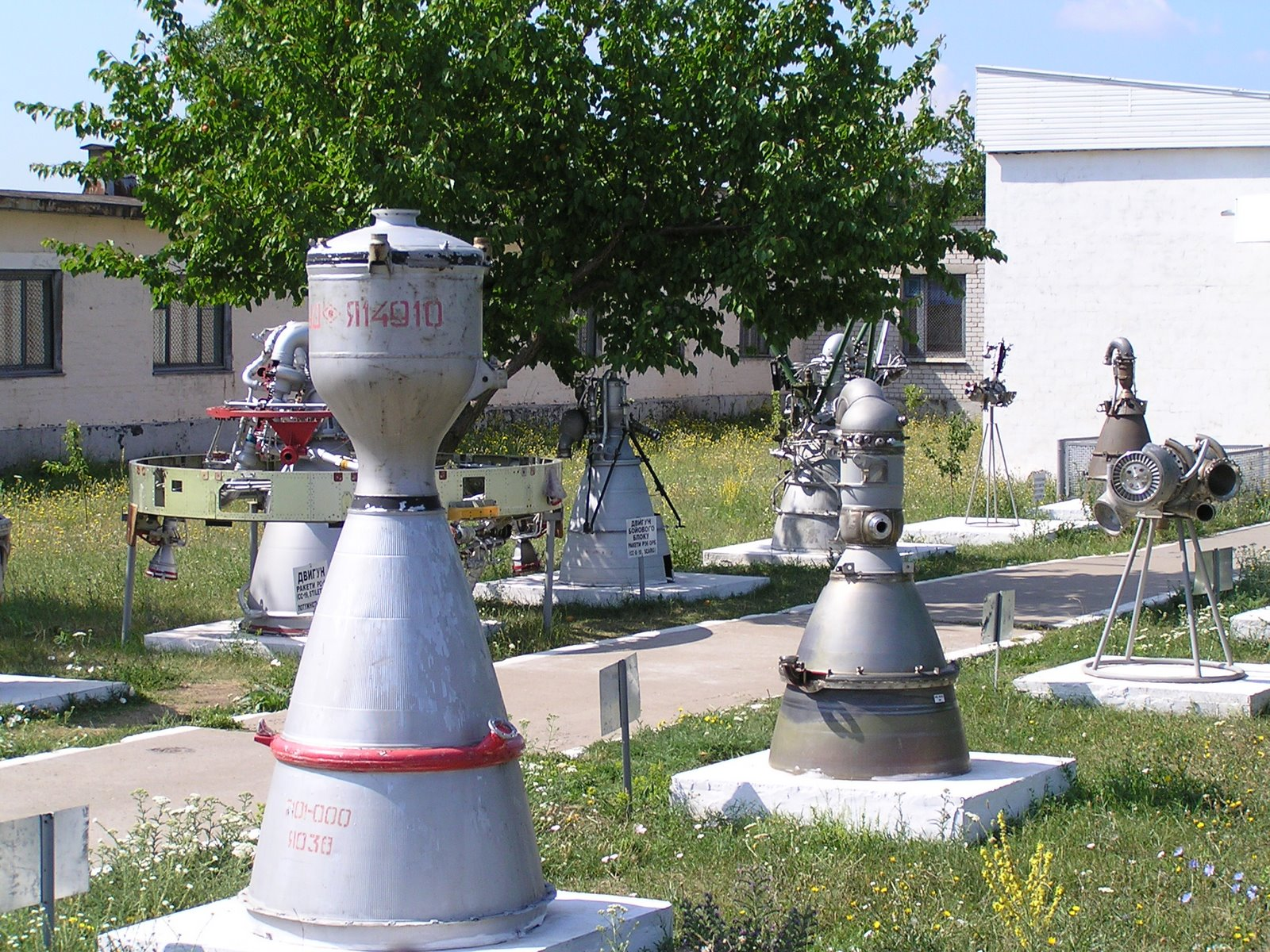
турбонасосный агрегат двигателя 15Д117 (справа, 3-й в 1-м ряду)
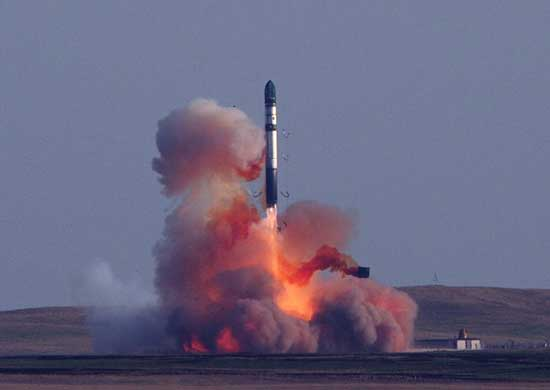
Отделение поддона и его увод пороховым РД в сторону. Пружинами отбрасываются обтюраторные кольца разделённые разрывными болтами
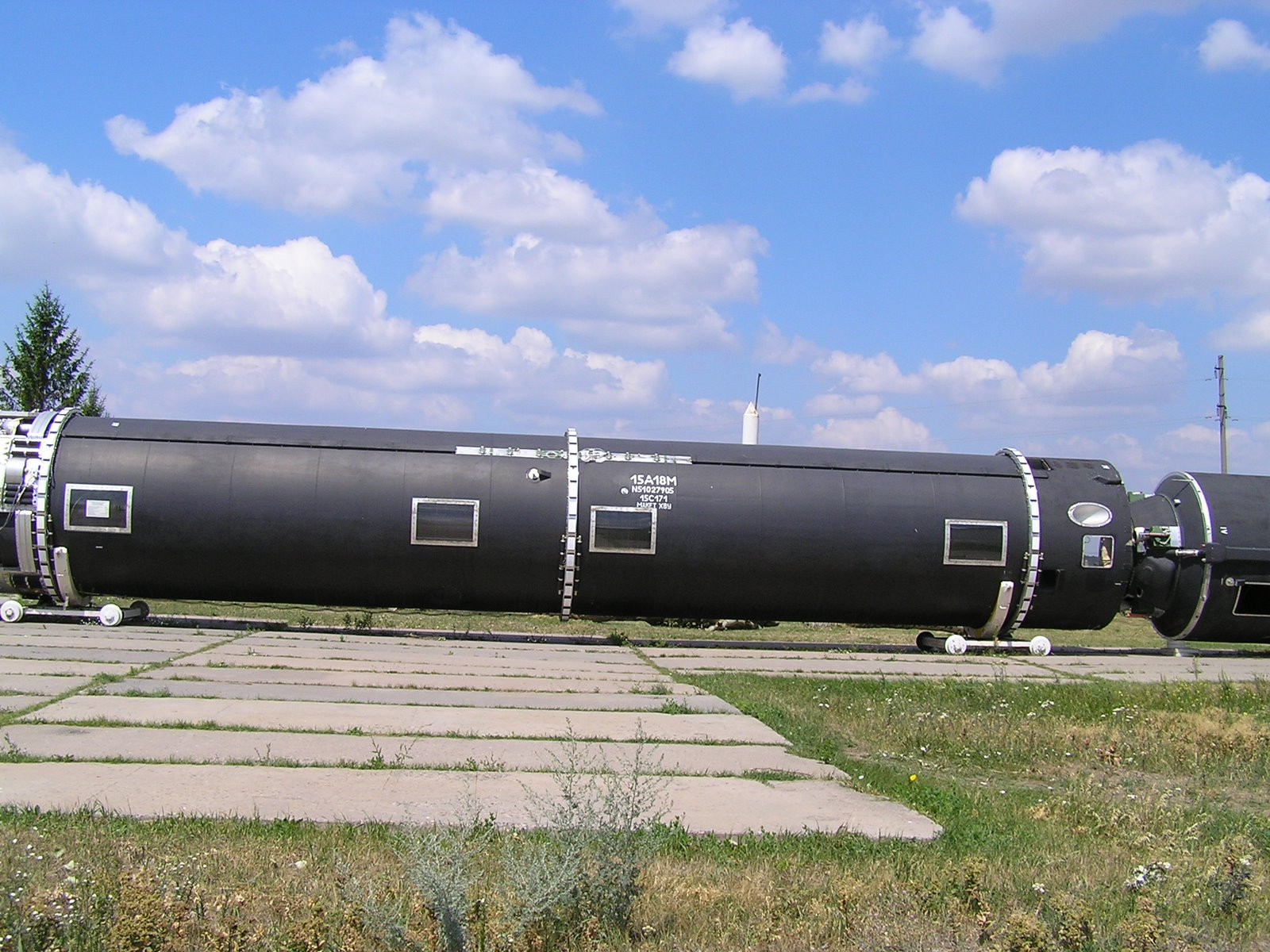
1-я ступень 15С171 и начало 2-й ступени 15С172 (справа)
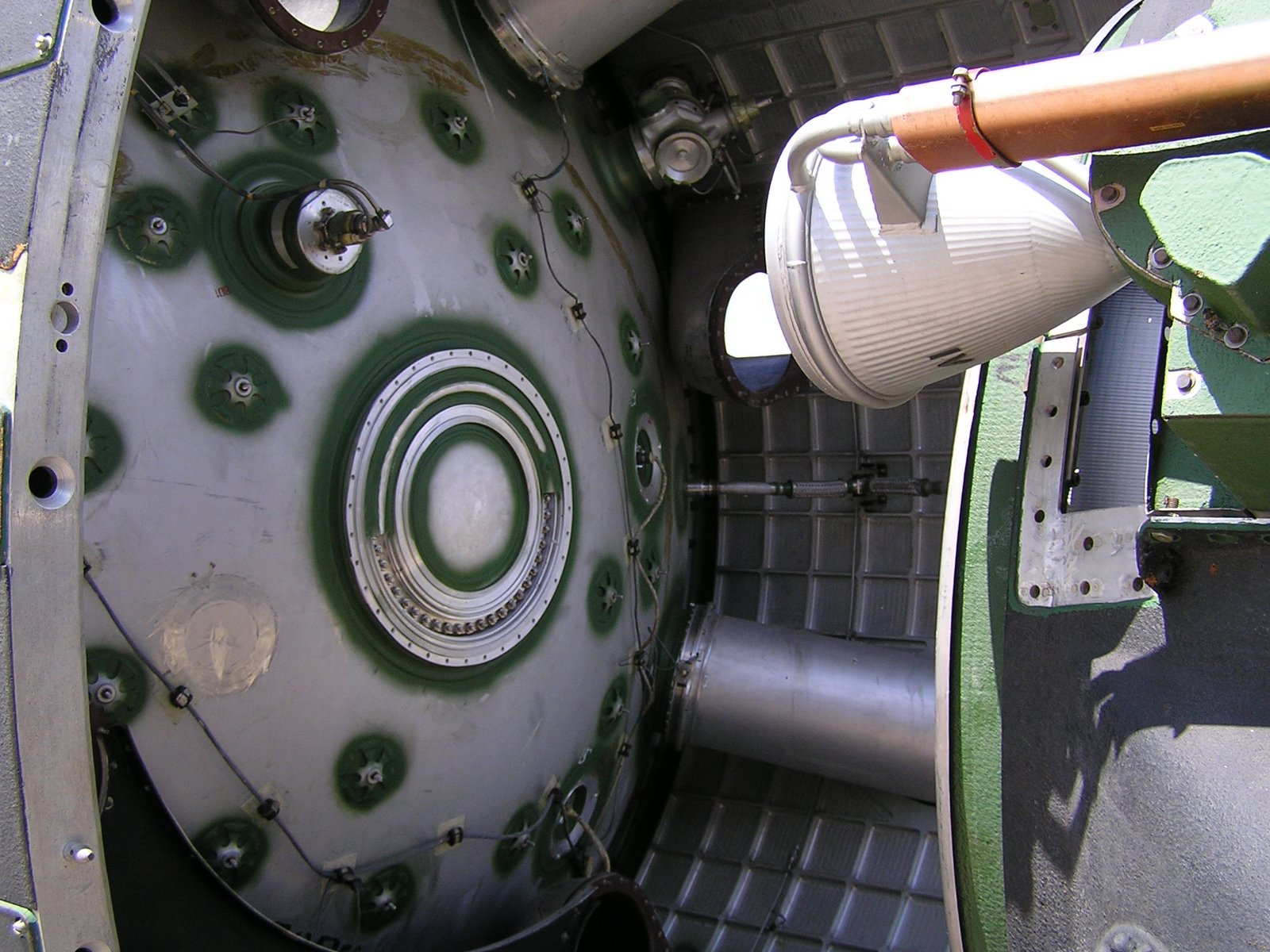
Верхнее днище первой ступени. Справа — отстыкованная 2-я ступень, видно одно из сопел рулевого двигателя РД-0257
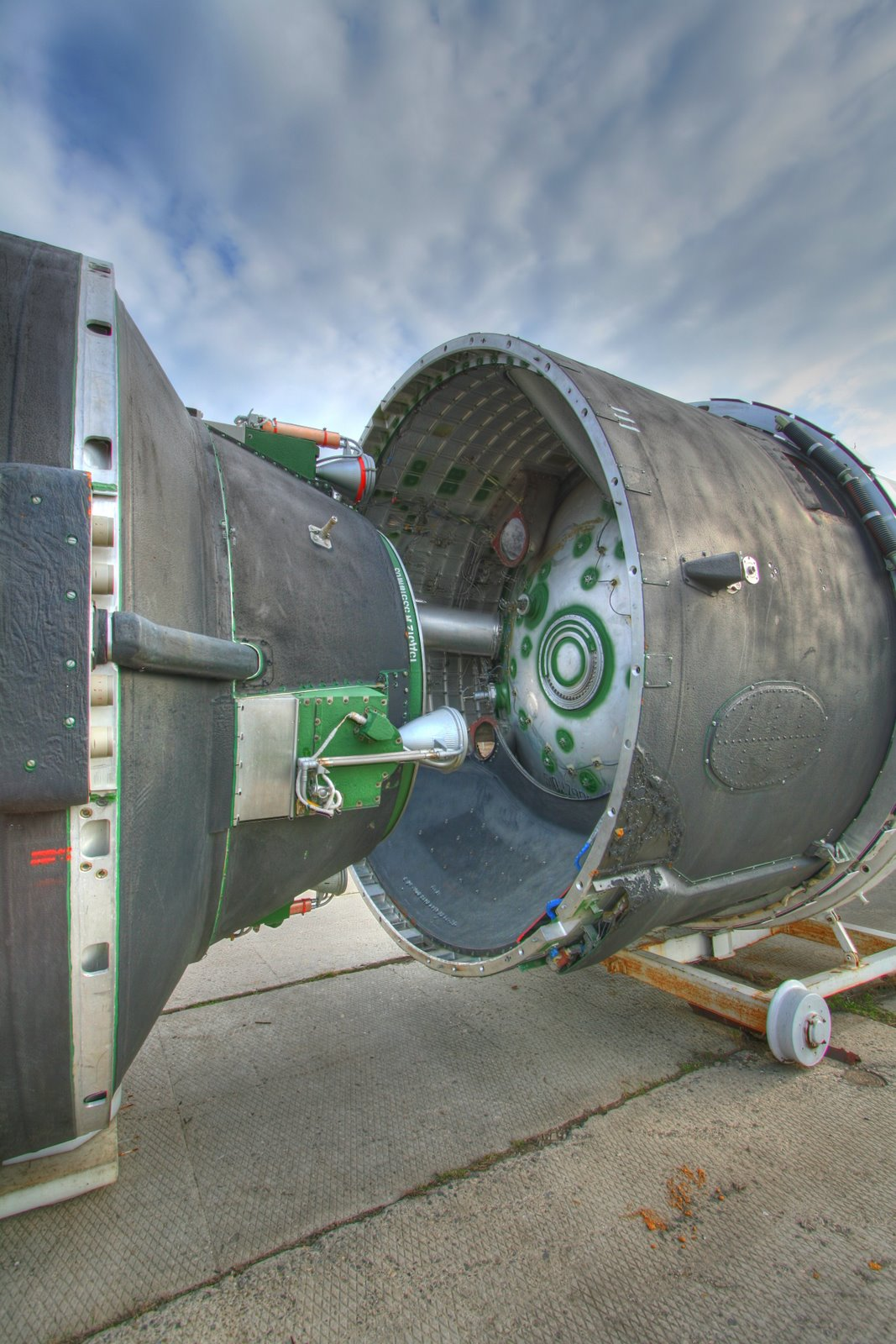
ДУ 2-й ступени РД-0255[англ.]: маршевый РД-0256 15Д312 и рулевой РД-0257
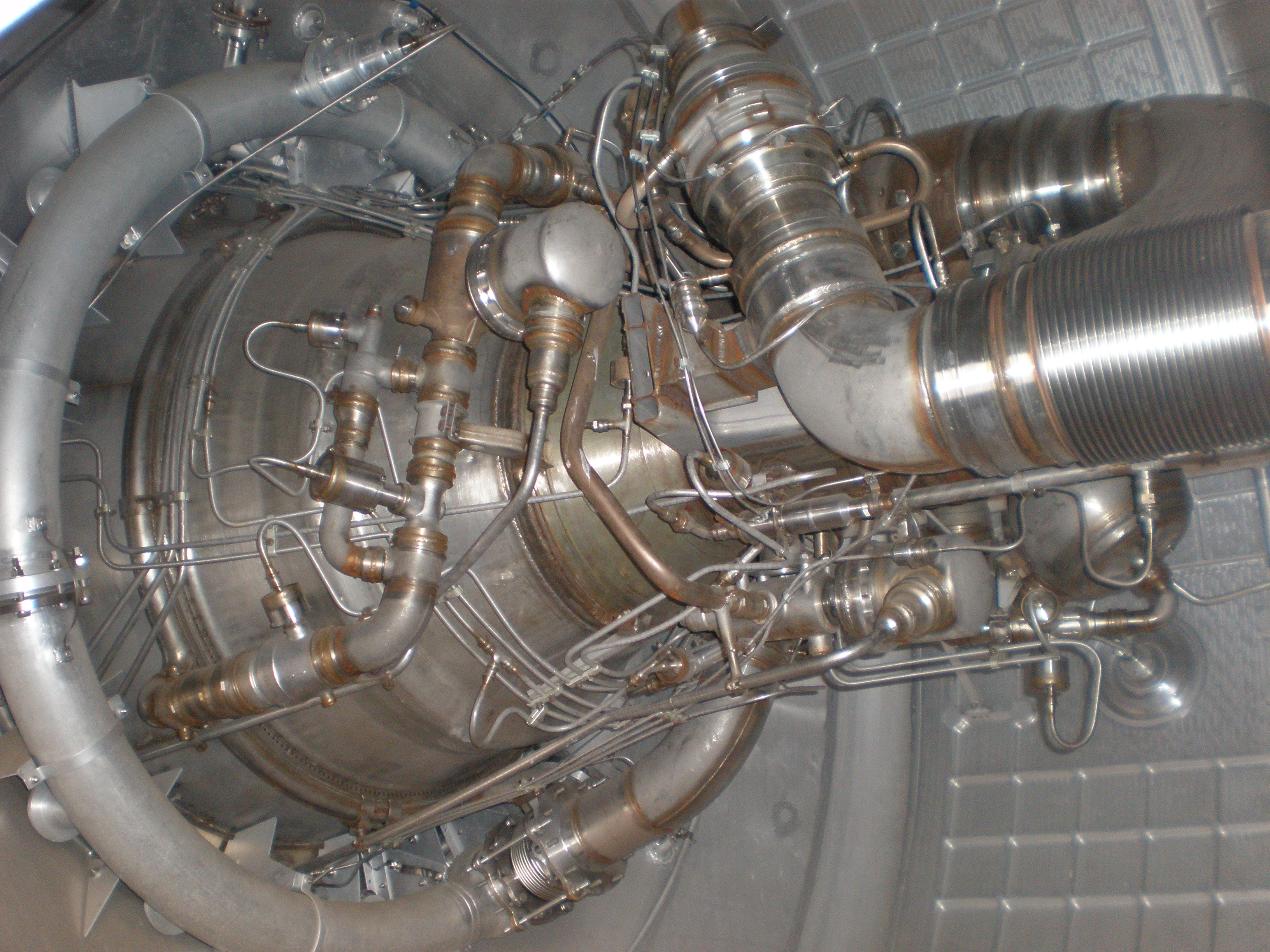
РД-0256 (разработчик КБ химавтоматики)
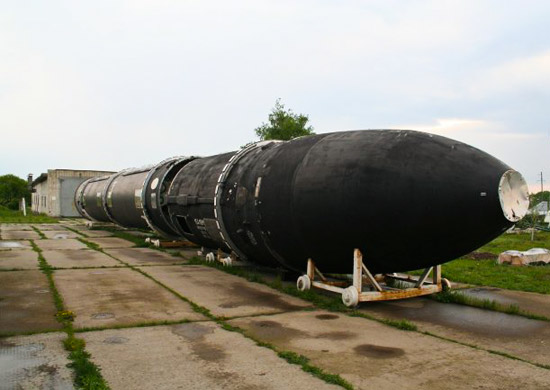
2-я ступень и головной обтекатель
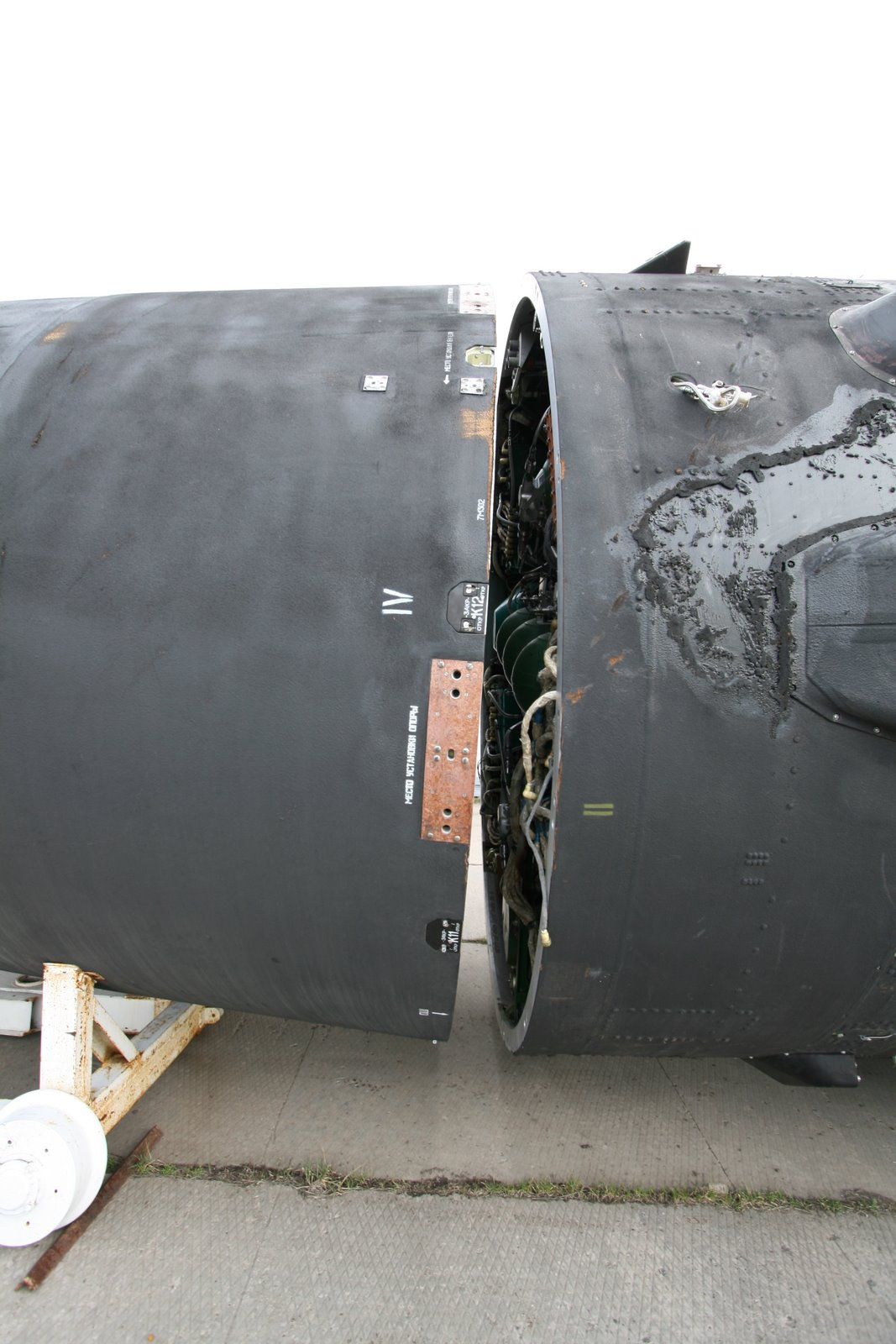
Головной обтекатель (слева) и ступень разведения 15Б157 справа (2-я ступень и ступень разведения не разъединены)
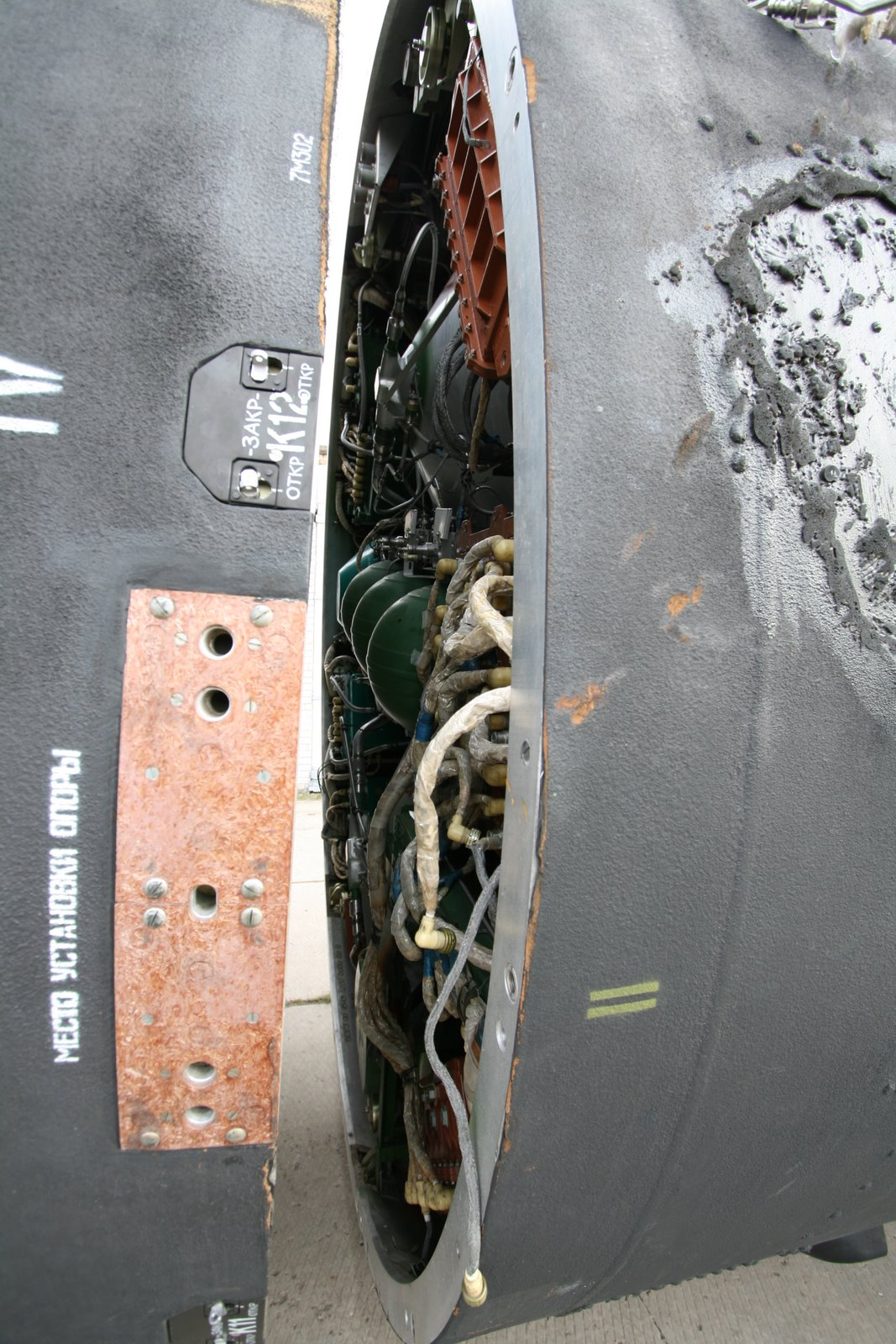
Вид на приборный отсек со стороны обтекателя
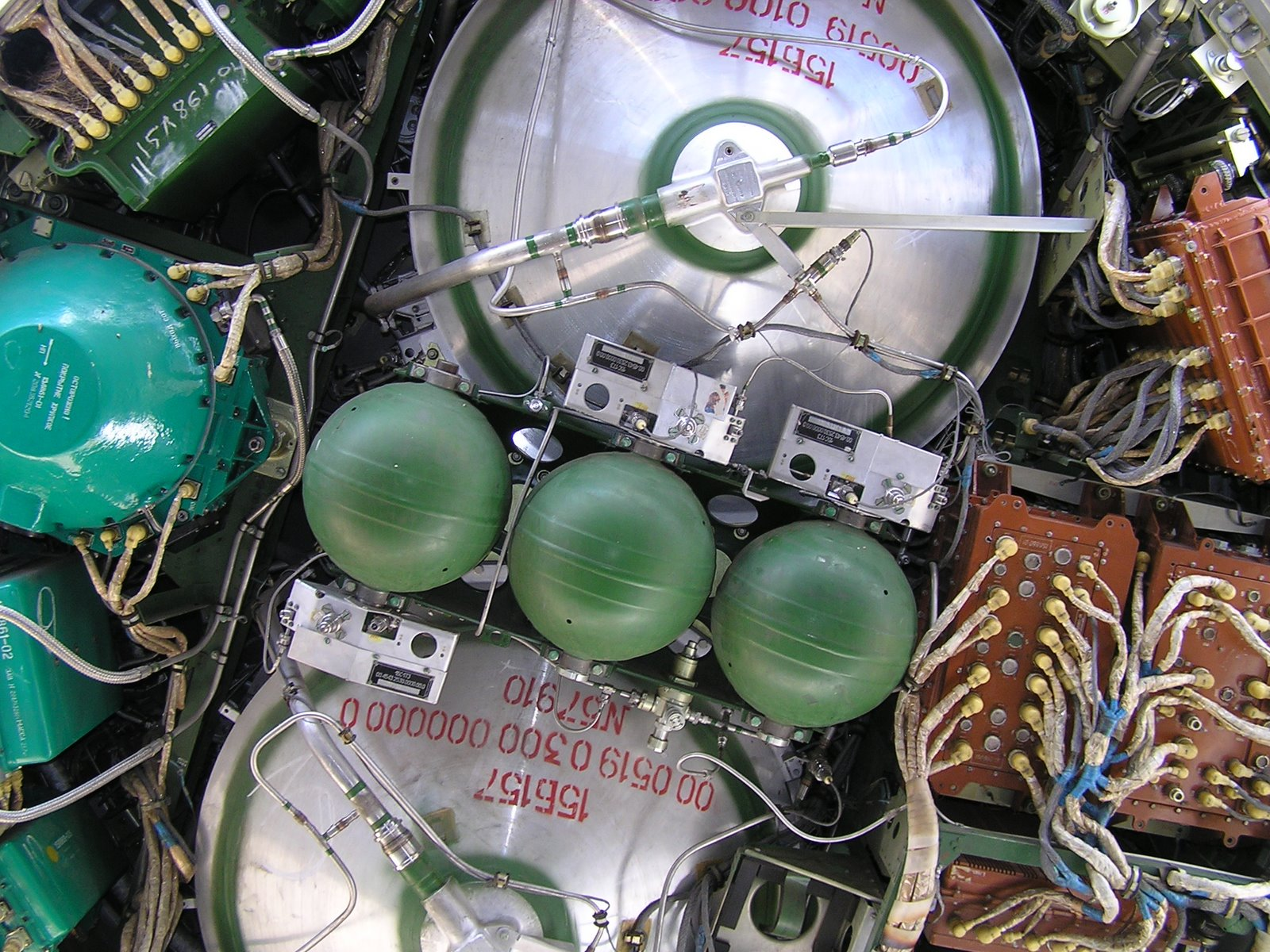
Видны элементы ЖРД разведения 15Д300 (цвета алюминия — баки горючего и окислителя, зелёные — шаровые баллоны вытеснительной системы подачи. Разработчик КБ-4 КБ Южное[74]). Приборы системы управления (15Л861-04 зелёный слева сверху, бирюзовые 15Л861-01, 15Л861-02, 15Л861-03 слева)
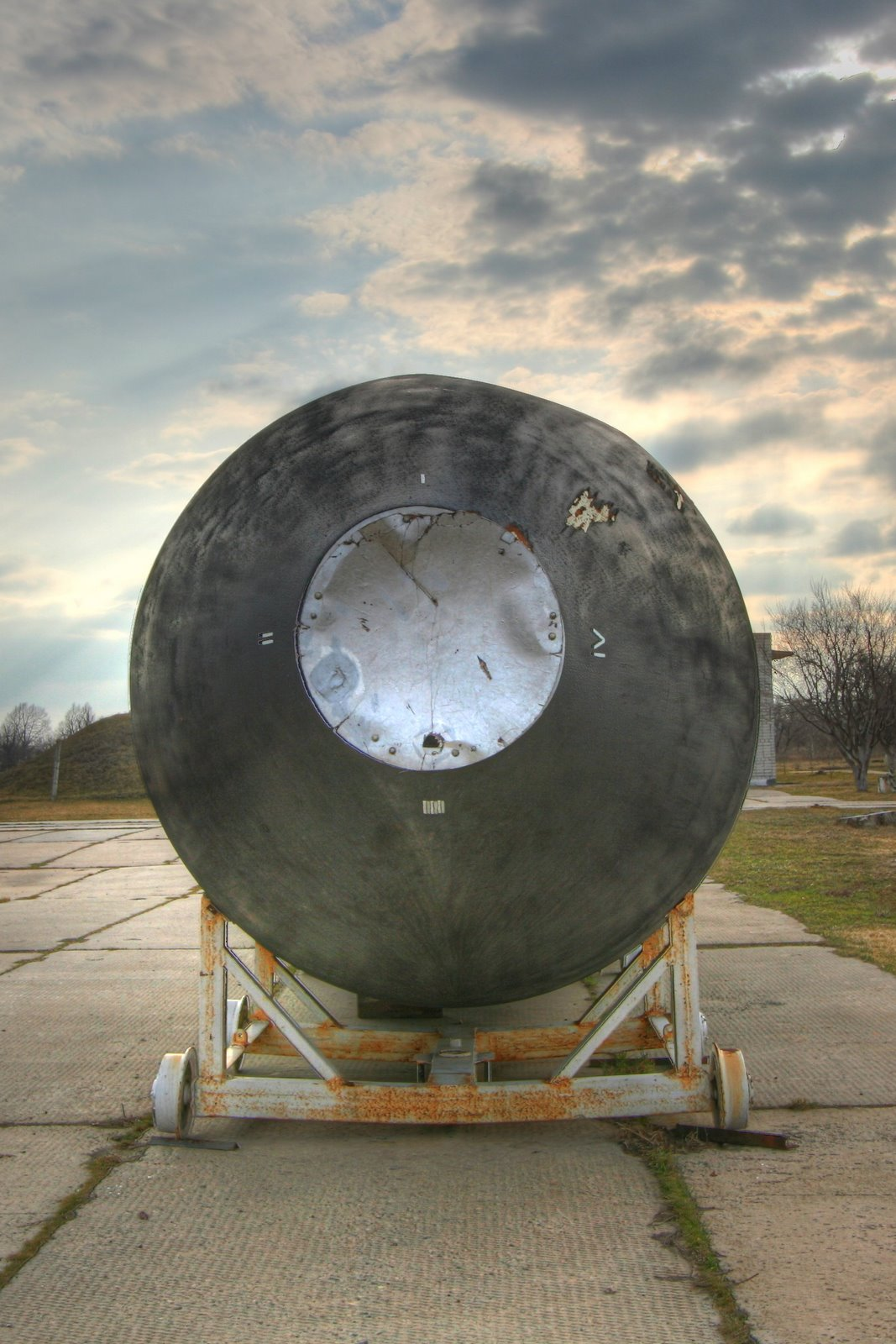
Место под наконечник на обтекателе
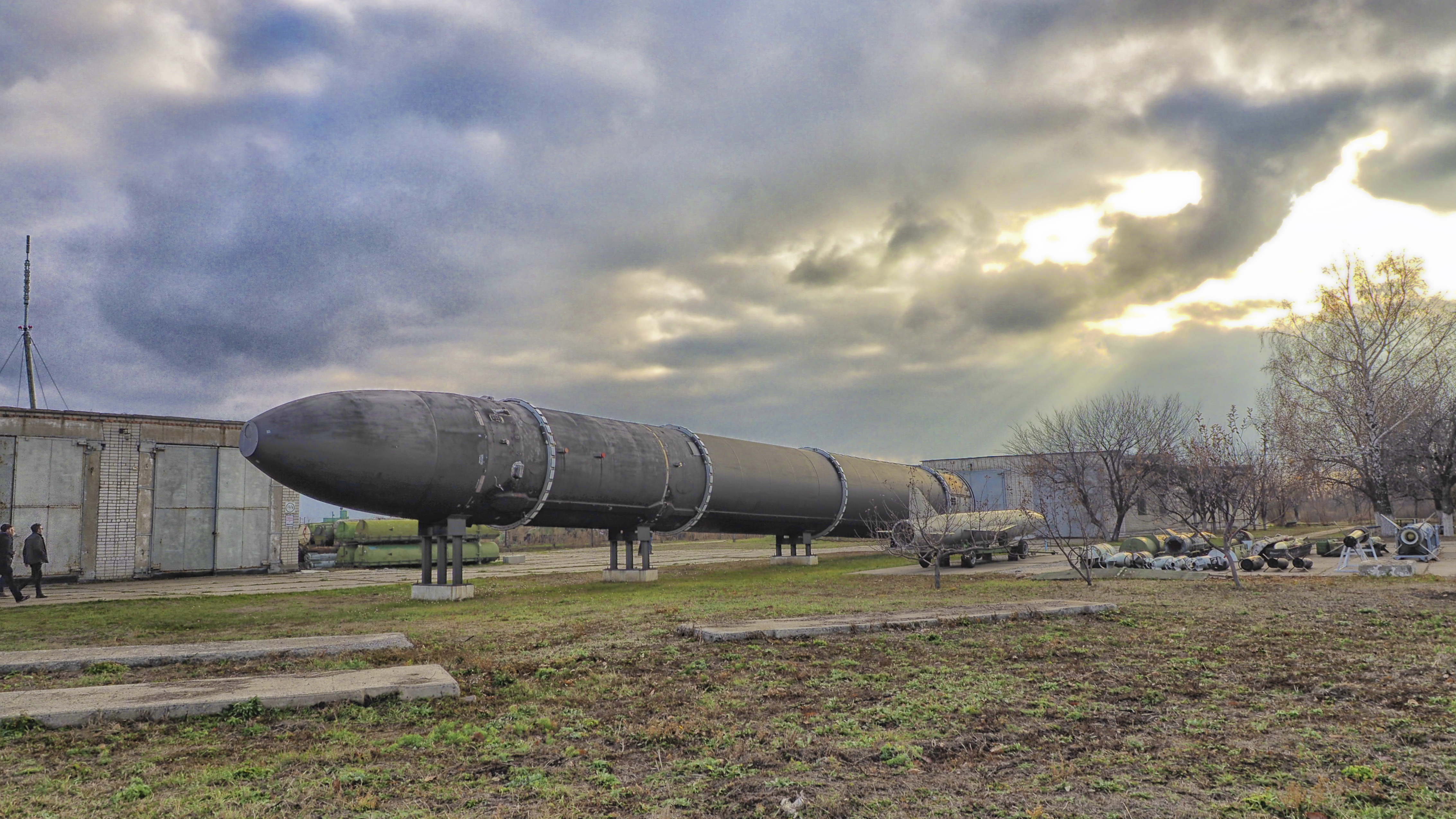
Оживальная форма[49] головного обтекателя
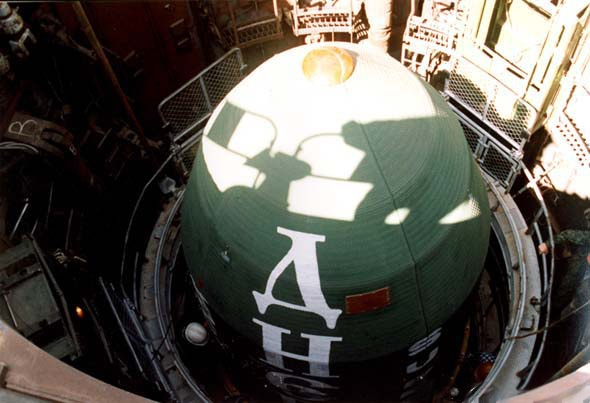
Головной обтекатель с термостойким наконечником. Оголовок ШПУ. Слева внизу лифт

### Испытания
Лётно-конструкторские испытания комплекса Р-36М2 начались на НИИП-5 (Байконур) в 1986 году (с конца 1985). Проводились с марта 1986 по июль 1988. Первый пуск 21 марта 1986 года с площадки № 101 45°57′01″ с. ш. 63°25′38″ в. д. закончился аварийно: из-за ошибки в системе управления не запустилась двигательная установка первой ступени. Ракета, выйдя из ТПК, тут же упала в ствол шахты, её взрыв полностью разрушил пусковую установку. Первый канал опубликовал видеосъёмку испытания. В сентябре 1989 года завершены испытания ракеты со всеми вариантами ГЧ. По программе лётных испытаний на НИИП-5 было проведено 26 пусков Р-36М2 (из них 20 успешно, в том числе 11 последних). Всего проведено 33 пуска. В испытаниях участвовали корабли измерительного комплекса проекта 1914.
Первый ракетный полк с МБР Р-36М2 встал на боевое дежурство 30 июля 1988 года (Домбаровский), а 11 августа 1988 года постановлением ЦК КПСС и Совета министров СССР ракетный комплекс был принят на вооружение. До 1990 года на боевое дежурство поставлены комплексы в дивизиях под городами Ужур и Державинск.

### Пуски
22 декабря 2004 года, в 11:30 по Москве, впервые произведён пуск из района позиционирования. Ракета была запущена из Домбаровского района на полигон Кура. Первая ступень упала в выделенный участок на границе Вагайского, Викуловского и Сорокинского районов Тюменской области.
21 декабря 2006, в 11 часов 20 минут по мск, был произведён учебно-боевой пуск РС-20В. Учебно-боевые блоки ракеты, запущенные из Оренбургской области (Приуралье), с заданной точностью поразили условные цели на полигоне Кура полуострова Камчатка. Пуск прошёл в рамках опытно-конструкторской работы «Зарядье». Пуски дали утвердительный ответ на вопрос о возможности продления срока эксплуатации Р-36М2 до 20 лет. Население заблаговременно было предупреждено о том, что первая ступень упадёт в выбранном участке на территории Вагайского, Викуловского и Сорокинского районов Тюменской области. Ступень отделяется на высоте 90 километров, остатки топлива сгорают во взрыве при падении на землю.
24 декабря 2009, в 9 часов 30 минут по мск, был произведён пуск РС-20В («Воевода»); пресс-секретарь управления пресс-службы и информации Минобороны по РВСН полковник Вадим Коваль сообщил: «24 декабря 2009 года в 9:30 мск РВСН проведён пуск ракеты из позиционного района соединения, дислоцированного в Оренбургской области». По его словам, пуск проведён в рамках опытно-конструкторской работы в целях подтверждения лётно-технических характеристик ракеты РС-20В и продления срока эксплуатации ракетного комплекса «Воевода» до 23 лет. Учебные боевые блоки успешно поразили условные цели на камчатском полигоне.
30 октября 2013 года в ходе учений запущена РС-20В на полигон Кура из района «Домбаровский».

### Р-36М3 «Икар»
В 1991 году КБ Южмаш был закончен аванпроект ракетного комплекса пятого поколения Р-36М3 «Икар».

### Ракета-носитель «Днепр»
«Днепр» — конверсионная космическая ракета-носитель, созданная на базе подлежащих ликвидации межконтинентальных баллистических ракет Р-36М УТТХ и Р-36М2 кооперацией российских и украинских предприятий и предназначенная для выведения до 3,7 тонны полезной нагрузки (космического аппарата или группы спутников) на орбиты высотой 300—900 км. 5 октября 1998 вышло постановление правительства о создании ракетного комплекса Днепр.
Реализацией программы создания и эксплуатации ракеты-носителя «Днепр» занимается международная космическая компания «Космотрас», созданная решениями правительств России и Украины.
С 2000 года «Космотрас» и КБ «Южное» прорабатывали модернизацию «Днепр-М» с изменением разгонной ступени и новой головной частью, но проект не был реализован. Тогда же был создан эскизный проект «Днепр-1» использующий основные составные части МБР без доработок, за исключением переходника обтекателя. Разрабатывался проект автономного космического буксира (АКБ) «Кречет» с ДУ-802. В основном в работе над программой Днепр использовался стандартный вариант ракеты. В дальнейшем работали над двумя видами обтекателя: обычной длины и удлинённой.
Первый запуск искусственного спутника по программе «Днепр» был осуществлён 21 апреля 1999 года.

## Тактико-технические характеристики
| Основные обозначения             | Основные обозначения | Основные обозначения | Основные обозначения | Основные обозначения | Основные обозначения | Основные обозначения |
|                                  | Р-36М                | Р-36М                | Р-36М                | Р-36М УТТХ           | Р-36М2               | Р-36М2               |
| -------------------------------- | -------------------- | -------------------- | -------------------- | -------------------- | -------------------- | -------------------- |
| Тип ракеты                       | МБР                  | МБР                  | МБР                  | МБР                  | МБР                  | МБР                  |
| Индекс комплекса                 | 15П014               | 15П014               | 15П014               | 15П018               | 15П018М              | 15П018М              |
| Индекс ракеты                    | 15А14 (ТПК: 15Я73)   | 15А14 (ТПК: 15Я73)   | 15А14 (ТПК: 15Я73)   | 15А18                | 15А18М               | 15А18М               |
| По договору СНВ                  | РС-20А               | РС-20А               | РС-20А               | РС-20Б               | РС-20В               | РС-20В               |
| Код НАТО                         | SS-18 Mod 1 «Satan»  | SS-18 Mod 3 «Satan»  | SS-18 Mod 2 «Satan»  | SS-18 Mod 4 «Satan»  | SS-18 Mod 5 «Satan»  | SS-18 Mod 6 «Satan»  |
| Шахтная пусковая установка (ШПУ) | ШПУ 15П714           | ШПУ 15П714           | ШПУ 15П714           |                      | ШПУ 15П718М          | ШПУ 15П718М          |

| Основные ТТХ комплекса            | Основные ТТХ комплекса                                                                            | Основные ТТХ комплекса                                                                            | Основные ТТХ комплекса                                                                            | Основные ТТХ комплекса                             | Основные ТТХ комплекса                                                                            | Основные ТТХ комплекса                                                                            |
|                                   | Р-36М                                                                                             | Р-36М                                                                                             | Р-36М                                                                                             | Р-36М УТТХ                                         | Р-36М2                                                                                            | Р-36М2                                                                                            |
| --------------------------------- | ------------------------------------------------------------------------------------------------- | ------------------------------------------------------------------------------------------------- | ------------------------------------------------------------------------------------------------- | -------------------------------------------------- | ------------------------------------------------------------------------------------------------- | ------------------------------------------------------------------------------------------------- |
| Максимальная дальность, км        | 11 200, 10 000-15 000                                                                             | 16 000                                                                                            | 9250-10200, 10 500                                                                                | 11 000, 11 500, 11 000-16 000, 11 500-15 000       | 16 000                                                                                            | 11 000                                                                                            |
| Точность (КВО), м                 | 430, 1600, 1000                                                                                   | 430, 1600, 1000                                                                                   | 430, 1600, 1000                                                                                   | 650, 920                                           | 500                                                                                               | 500                                                                                               |
| Боеготовность, сек                | 62                                                                                                | 62                                                                                                | 62                                                                                                | 62                                                 | 62                                                                                                | 62                                                                                                |
| Условия боевого применения        | температуры от −40 до +50 °C, ветер до 25 м/с, допустимы любые метеоусловия и ядерное воздействие | температуры от −40 до +50 °C, ветер до 25 м/с, допустимы любые метеоусловия и ядерное воздействие | температуры от −40 до +50 °C, ветер до 25 м/с, допустимы любые метеоусловия и ядерное воздействие |                                                    | температуры от −50 до +50 °C, ветер до 25 м/с, допустимы любые метеоусловия и ядерное воздействие | температуры от −50 до +50 °C, ветер до 25 м/с, допустимы любые метеоусловия и ядерное воздействие |
| Тип старта                        | миномётный из ТПК                                                                                 | миномётный из ТПК                                                                                 | миномётный из ТПК                                                                                 | миномётный из ТПК                                  | миномётный из ТПК                                                                                 | миномётный из ТПК                                                                                 |
| Данные ракеты                     |                                                                                                   |                                                                                                   |                                                                                                   |                                                    |                                                                                                   |                                                                                                   |
| Стартовая масса, кг               | 209 200, 209 600                                                                                  |                                                                                                   |                                                                                                   | 211 100, 211—217                                   | 211 100                                                                                           | 211 400                                                                                           |
| Количество ступеней               | 2                                                                                                 | 2                                                                                                 | 2                                                                                                 | 2 + ступень разведения                             | 2 + ступень разведения                                                                            | 2 + ступень разведения                                                                            |
| Система управления                | автономная инерциальная                                                                           | автономная инерциальная                                                                           | автономная инерциальная                                                                           | автономная инерциальная                            | автономная инерциальная                                                                           | автономная инерциальная                                                                           |
| Габаритные размеры ТПК и ракеты   |                                                                                                   |                                                                                                   |                                                                                                   |                                                    |                                                                                                   |                                                                                                   |
| Длина, м                          | ракеты:33,3 34,6, 33,6, 36,8, ТПК:38,9                                                            |                                                                                                   |                                                                                                   | ТПК:27,9, 38,9, ракета:34,3, 33,3, 33,3-35,7       |                                                                                                   | 34,3, ТПК:36,7                                                                                    |
| Максимальный диаметр корпуса, м   | ракеты:3,0, 3,05                                                                                  |                                                                                                   |                                                                                                   | ТПК:3,5, ракета:3                                  |                                                                                                   | 3, ТПК:3,5                                                                                        |
| Боевое оснащение                  |                                                                                                   |                                                                                                   |                                                                                                   |                                                    |                                                                                                   |                                                                                                   |
| Тип головной части                | 15Б86, 15Б185 и 15Б186 «Тяжёлая» моноблочная ГЧ 15Ф141                                            | моноблочная ГЧ 15Б86 с ББ «лёгкого» класса                                                        | 15F143 (SS-18 mod 2a), 15F143U (SS-18 mod 2b). 15Ф143, разделяющаяся ГЧ 15Ф143У с 3 вариантами ББ | разделяющаяся ГЧ 15Ф183 с 10 ядерными ББ 15Ф162 ИН | 15F173, 15Ф175 «Лёгкая» моноблочная                                                               | 15Ф173 ядерная, РГЧ ИН                                                                            |
| Масса головной части, кг          | 6565                                                                                              | 5727                                                                                              | 7823                                                                                              | 8470, до 8800                                      | 8,47тс                                                                                            | 8,73тс                                                                                            |
| Мощность термоядерного заряда, Мт | 18—20, 24—25, 20                                                                                  | 8                                                                                                 | 10×(0,5-1,3) 10×0,4 4×1,0+6×0,4                                                                   | 10×0,5-0,75, 20(2 15Ф183)                          | 20, 8                                                                                             | 10×0,8, 10х(0,55-0,75)                                                                            |
| КСП ПРО                           | квазитяжёлые ложные цели                                                                          | квазитяжёлые ложные цели                                                                          | квазитяжёлые ложные цели                                                                          |                                                    | тяжёлые ложные цели, лёгкие ложные цели, дипольные отражатели                                     | тяжёлые ложные цели, лёгкие ложные цели, дипольные отражатели                                     |

| История                 | История                                            | История                                            | История                                            | История                             | История                           | История                           |
|                         | Р-36М                                              | Р-36М                                              | Р-36М                                              | Р-36М УТТХ                          | Р-36М2                            | Р-36М2                            |
| ----------------------- | -------------------------------------------------- | -------------------------------------------------- | -------------------------------------------------- | ----------------------------------- | --------------------------------- | --------------------------------- |
| Разработчик             | КБ «Южное»                                         | КБ «Южное»                                         | КБ «Южное»                                         | КБ «Южное»                          | КБ «Южное»                        | КБ «Южное»                        |
| Конструктор             | 1969—1971 гг.: М. К. Янгель с 1971 г.: В. Ф. Уткин | 1969—1971 гг.: М. К. Янгель с 1971 г.: В. Ф. Уткин | 1969—1971 гг.: М. К. Янгель с 1971 г.: В. Ф. Уткин | под руководством В. Ф. Уткина       | под руководством В. Ф. Уткина     | под руководством В. Ф. Уткина     |
| Начало разработки       |                                                    |                                                    |                                                    | 16.08.1976                          | 09.08.1983                        | 09.08.1983                        |
| Пуски                   |                                                    |                                                    |                                                    |                                     |                                   |                                   |
| Пуски бросковых макетов | с января 1970 года                                 | с января 1970 года                                 | с января 1970 года                                 |                                     |                                   |                                   |
| Всего пусков            |                                                    |                                                    |                                                    |                                     |                                   |                                   |
|                         | Лётно-конструкторские испытания                    |                                                    |                                                    |                                     |                                   |                                   |
| Пуски с ПУ              | с 21 февраля 1973 года                             | до апреля 1976 г.                                  | в 1975 г.                                          | с 31.10.1977 года по 27.11.1979     | c 21 марта 1986 года по июль 1988 | c 21 марта 1986 года по июль 1988 |
| Всего пусков            | 43                                                 | 43                                                 | 43                                                 | 62                                  |                                   |                                   |
| Из них успешные         | 36                                                 | 36                                                 | 36                                                 | 56                                  |                                   |                                   |
| Принятие на вооружение  | 30 декабря 1975                                    | 20.11.1978                                         | 29.11.1979                                         | 17.12.1980                          | 11.08.1988, 23.08.1990            | 11.08.1988, 23.08.1990            |
| Изготовитель            | Южный машиностроительный завод                     | Южный машиностроительный завод                     | Южный машиностроительный завод                     | ПО «Южный машиностроительный завод» | Южный машиностроительный завод    | Южный машиностроительный завод    |

## Сравнительная характеристика
| Общие сведения и основные тактико-технические характеристики советских баллистических ракет третьего поколения                                                                                    | Общие сведения и основные тактико-технические характеристики советских баллистических ракет третьего поколения | Общие сведения и основные тактико-технические характеристики советских баллистических ракет третьего поколения | Общие сведения и основные тактико-технические характеристики советских баллистических ракет третьего поколения | Общие сведения и основные тактико-технические характеристики советских баллистических ракет третьего поколения |
| Наименование ракеты | РСД-10 | УР-100 НУ | МР УР-100 | Р-36М, Р-36М УТТХ                                                                                              |
| Конструкторское бюро | МИТ | НПО «Машиностроение»                                                                                           | КБ «Южное» | КБ «Южное» |
| --- | --- | --- | --- | --- |
| Генеральный конструктор | А. Д. Надирадзе                                                                                                | В. Н. Челомей                                                                                                  | В. Ф. Уткин | В. Ф. Уткин |
| Организация-разработчик ЯБП и главный конструктор | ВНИИЭФ, С. Г. Кочарянц                                                                                         | ВНИИП, О. Н. Тиханэ                                                                                            | ВНИИЭФ, С. Г. Кочарянц                                                                                         | ВНИИЭФ, С. Г. Кочарянц                                                                                         |
| Организация-разработчик заряда и главный конструктор | ВНИИЭФ[уточнить], Б. В. Литвинов                                                                               | ВНИИЭФ, Е. А. Негин                                                                                            | ВНИИЭФ, Е. А. Негин                                                                                            | ВНИИЭФ, Е. А. Негин                                                                                            |
| Начало разработки | 04.03.1966[уточнить]                                                                                           | 16.08.1976 | 09.1970 | 02.09.1969 |
| Начало испытаний | 21.09.1974 | 26.10.1977 | 26.12.1972 | 21.02.1973 |
| Дата принятия на вооружение | 11.03.1976 | 17.12.1980 | 30.12.1975 | 30.12.1975 |
| Год постановки на боевое дежурство первого комплекса | 30.08.1976 | 06.11.1979 | 06.05.1975 | 25.12.1974 |
| Максимальное количество ракет, стоявших на вооружении | 405 | 360 | 150 | 308 |
| Год снятия с боевого дежурства последнего комплекса | 1990 | | 1995 | |
| Максимальная дальность, км | 5000 | 10000 | 10000+10320 | 11000+16000 |
| Стартовая масса, т | 37,0 | 105,6 | 71,1 | 210,0 |
| Масса полезной нагрузки, кг | 1740 | 4350 | 2550 | 8800 |
| Длина ракеты, м | 16,49 | 24,3 | 21,6 | 36,6 |
| Максимальный диаметр, м | 1,79 | 2,5 | 2,25 | 3,0 |
| Тип головной части | разделяющаяся головная часть с блоками индивидуального наведения                                               | разделяющаяся головная часть с блоками индивидуального наведения                                               | разделяющаяся головная часть с блоками индивидуального наведения                                               | разделяющаяся головная часть с блоками индивидуального наведения                                               |
| Количество и мощность боевых блоков, Мт | 1×1; 3×0,15 | 6×0,75 | 4×0,55+0,75 | 8×0,55+0,75 |
| Стоимость серийного выстрела, тыс. руб. | 8300 | 4750 | 5630 | 11870 |
| Источник информации : Оружие ракетно-ядерного удара. / Под ред. Ю. А. Яшина. — М.: Издательство МГТУ имени Н. Э. Баумана, 2009. — С. 25–26 — 492 с. — Тираж 1 тыс. экз. — ISBN 978-5-7038-3250-9. | | | | |

| Общие сведения и основные тактико-технические характеристики советских баллистических ракет четвёртого поколения                                                                              | Общие сведения и основные тактико-технические характеристики советских баллистических ракет четвёртого поколения | Общие сведения и основные тактико-технические характеристики советских баллистических ракет четвёртого поколения | Общие сведения и основные тактико-технические характеристики советских баллистических ракет четвёртого поколения | Общие сведения и основные тактико-технические характеристики советских баллистических ракет четвёртого поколения |
| Наименование ракеты | РТ-2ПМ | Р-36М2 | РТ-23 УТТХ | РТ-23 УТТХ (БЖРК)                                                                                                |
| Конструкторское бюро | МИТ | КБ «Южное» | КБ «Южное» | КБ «Южное» |
| --- | --- | --- | --- | --- |
| Генеральный конструктор | А. Д. Надирадзе, Б. Н. Лагутин                                                                                   | В. Ф. Уткин | В. Ф. Уткин | В. Ф. Уткин |
| Организация-разработчик ЯБП и главный конструктор | Всесоюзный научно-исследовательский институт экспериментальной физики, С. Г. Кочарянц                            | Всесоюзный научно-исследовательский институт экспериментальной физики, С. Г. Кочарянц                            | Всесоюзный научно-исследовательский институт экспериментальной физики, С. Г. Кочарянц                            | Всесоюзный научно-исследовательский институт экспериментальной физики, С. Г. Кочарянц                            |
| Организация-разработчик заряда и главный конструктор | ВНИИЭФ, Е. А. Негин                                                                                              | ВНИИЭФ, Е. А. Негин                                                                                              | ВНИИП, Б. В. Литвинов                                                                                            | ВНИИП, Б. В. Литвинов                                                                                            |
| Начало разработки | 19.07.1977 | 09.08.1983 | 09.08.1983 | 06.07.1979 |
| Начало испытаний | 08.02.1983 | 21.03.1986 | 31.07.1986 | 27.02.1985 |
| Дата принятия на вооружение | 01.12.1988 | 11.08.1988 | 28.11.1989 | — |
| Год постановки на боевое дежурство первого комплекса | 23.07.1985 | 30.07.1988 | 19.08.1988 | 20.10.1987 |
| Максимальное количество ракет, стоявших на вооружении | 369 | 88 | 56 | 36 |
| Максимальная дальность, км | 11000 | 11000 | 10450 | 10000 |
| Стартовая масса, т | 45,1 | 211,1 | 104,5 | 104,5 |
| Масса полезной нагрузки, кг | 1000 | 8800 | 4050 | 4050 |
| Длина ракеты, м | 21,5 | 34,3 | 22,4 | 22,6 |
| Максимальный диаметр, м | 1,8 | 3,0 | 2,4 | 2,4 |
| Тип головной части | Моноблочная | разделяющаяся головная часть с блоками индивидуального наведения                                                 | разделяющаяся головная часть с блоками индивидуального наведения                                                 | разделяющаяся головная часть с блоками индивидуального наведения                                                 |
| Количество и мощность боевых блоков, Мт | 1×0,8 | 10×0,8 | 10×0,55 | 10×0,55 |
| Стоимость серийного выстрела, тыс. руб. | 4990 | 11180 | 10570 | 11250 |
| Источник информации : Оружие ракетно-ядерного удара / Под ред. Ю. А. Яшина. — М.: Издательство МГТУ имени Н. Э. Баумана, 2009. — С. 25 — 492 с. — Тираж 1 тыс. экз. — ISBN 978-5-7038-3250-9. | | | | |

## Эксплуатация

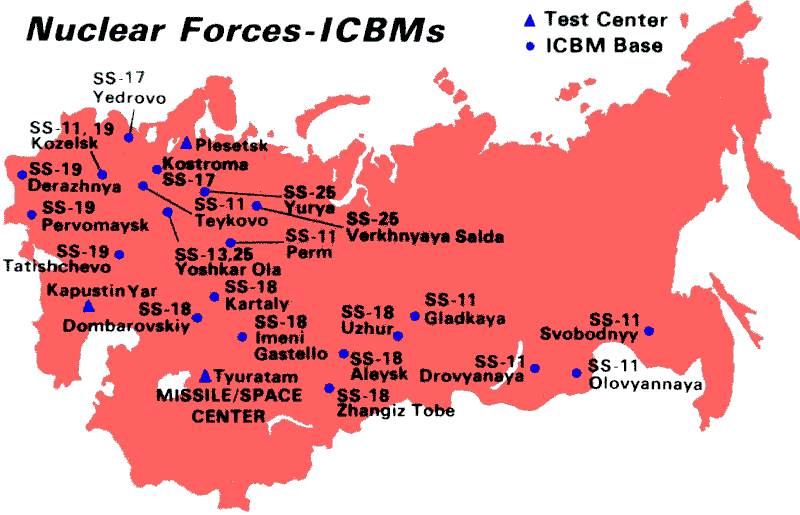
МБР в СССР

В 1974—1976 годах количество развёрнутых 15А14 достигало 180 единиц. Максимальное количество пусковых установок для 15А14 составляло: Домбаровский — 60, Карталы — 42, Державинск — 48, Алейск — 30, Жангиз-Тобе — 48, Ужур — 60. На май 2006 года в состав РВСН входили: 74 шахтных пусковых установки с МБР Р-36М УТТХ и Р-36М2, оснащёнными 10 боевыми блоками каждая. По состоянию на 2017 год на боевом дежурстве находились 46 единиц Р-36М2 «Воевода» в двух позиционных районах в Домбаровском (Оренбургская область) и Ужуре (Красноярский край) в варианте с разделяющейся головной частью с блоками индивидуального наведения, которые планируется сохранить на боевом дежурстве до начала 2020-х годов, до прихода на смену МБР нового поколения Сармат.
Список формирований РВСН, когда либо эксплуатировавших, либо эксплуатирующих РС-20:
- гарнизон Домбаровский[40] — 13-я ракетная дивизия[67][117] в пос. Домбаровский[67][117]/Домбаровка[118] На вооружении состояли Р-36М с 25 декабря 1974 по 1984, Р-36МУТТХ с 1979 по 2009[119], 30[5]/18[69] Р-36М2 с 1988 по н.в.[118]
- гарнизон Ужур[40] — 62-я ракетная дивизия[67][117] в г. Ужур[67][118][120] На вооружении состояли Р-36М с 20 декабря 1975[38], Р-36МУТТХ с 1979 по 2009[3], 28[5][69] Р-36М2 с 1990 по н.в.[118]
- гарнизон Карталы[40] — 59-я ракетная дивизия[120][121] в г. Карталы[118]. На вооружении состояли Р-36М с 15 ноября[38] 1975 по 1983, Р-36МУТТХ с 1979. Расформирована в 2005 году[122][123]
- гарнизон Алейск[40] — 41-я ракетная дивизия[124] гвардейская ракетная Львовско-Берлинская орденов Кутузова и Богдана Хмельницкого дивизия[118] в г. Алейск[118]. На вооружении состояли Р-36М с 14 декабря 1976[38] по 1983, Р-36МУТТХ с 1979.[118] Расформирована в 2001 году[125]

Казахстан:
- гарнизон Державинск[40] — 38-я ракетная дивизия[117][126] в г. Державинск[118], Казахстан. На вооружении состояли Р-36М с 17 декабря 1976[38] по 1983, Р-36МУТТХ с 1979, 24[5] Р-36М2.[118] Расформирована в 1996 году
- гарнизон Жангиз-Тобе[40] — 57-я ракетная дивизия[67] в пос. Жангизтобе[67][118], Казахстан. На вооружении состояла Р-36МУТТХ с 14 декабря[38] 1979 по 1995.[118] Расформирована 30.12.1995[118]
- испытательный полигон Балапан[127][128]
- испытательный полигон Байконур[128]

- Пуск РН Днепр (Р-36М УТТХ) 2013-08-22, Домбаровский[129].
- МБР в СССР

### Сокращение
31 июля 1991 года США и СССР подписали Договор СНВ-1. При распаде СССР в Казахстане оказались 104 МБР с РГЧ типа Р-36М (1040 боезарядов). Эти МБР с РГЧ не могли быть сохранены, так как Казахстан был объявлен безъядерным государством, а переместить стационарные шахтные пусковые установки в Россию было технически невозможно. Поэтому ракетные шахты и пусковые установки должны были быть уничтожены на месте. На декабрь 1991 от СССР в Казахстане оставались 104 SS-18, 1410 ядерных боеголовок. Во время Беловежских соглашений принято решение о перемещении всех ядерных боеприпасов в Россию и 21 декабря 1991 года было подписано «Соглашение о совместных мерах в отношении ядерного оружия». 23 мая 1992 года был подписан Лиссабонский протокол. 2 июля 1992 года Казахстан ратифицировал Лиссабонский протокол и Договор СНВ-1. В марте 1994 года Назарбаев объявил, что все 104 SS-18 будут отправлены в Россию. На ноябрь 1994 года оставалось 60 ракет. На 17 марта 1995 года все SS-18 из Жангиз-тобе были переправлены в Россию. В апреле 1995 года стартовала ликвидация шахт, первой стала шахта в Державинске. В Казахстане при ликвидации ШПУ также демонтировались ассоциированные структуры. Были ликвидированы тестовые ШПУ на испытательной площадке Балапан на которых испытывалось воздействие взрывов на ШПУ и УКП. В Жангиз-Тобе 49°21′40″ с. ш. 80°58′40″ в. д. и Державинске 51°07′42″ с. ш. 66°11′20″ в. д. демонтированы 104 ШПУ, 16 УКП и 2 учебные ШПУ (всего 147, из них в Державинске 61 шахта: 52 пусковых (45 одиночных ШПУ (5*7+10)), 8 командных (7 совмещённых ШПУ/КП, 1 одиночный КП), 1 учебная). Ликвидированы 12 испытательных пусковых установок проверки на удар на Балапанском тестовом полигоне 49°58′34″ с. ш. 78°53′35″ в. д. и 13 на испытательном полигоне в Ленинске (Тюратам, Байконур). Разрушение всех 147 шахт завершено в сентябре 1999 года. По соглашению предусматривалось разрушение 148 шахт (61 в Державинске, 61 в Жангиз-тобе, 14 в Балапане, 12 в Ленинске). Одна шахта была сохранена по техническим причинам. Работы проводились joint venture «Brown & Root Services Corporation / ABB Susa, Inc.»
При распаде СССР на российской территории осталось 204 ракеты типа Р-36М. Одна ШПУ была переоборудована для испытаний «Тополь-М».

### Мирное использование
Конверсионная программа «Днепр», разработанная в 1990-х годах по инициативе президентов России и Украины, предусматривает использование снятых с боевого дежурства МБР РС-20 для запусков космических аппаратов. Первый запуск по программе «Днепр» был произведён 21 апреля 1999 года боевым расчётом РВСН, при этом на расчётную орбиту был успешно выведен британский научно-экспериментальный спутник UoSAT-12. Также, РН «Днепр» может использоваться для совершения кластерных запусков космических аппаратов: например, 29 июля 2009 осуществлён кластерный запуск на орбиту сразу 6 спутников (DubaiSat-1, Deimos-1, UK-DMC 2, Nanosat 1B, AprizeSat 3, AprizeSat 4) для ОАЭ, Испании, США и Великобритании). При этом ракета, использованная в этом запуске, была изготовлена в 1984 году и 24 года находилась на боевом дежурстве. Программа Днепр, наряду с выводом спутников на орбиту, параллельно решает задачи, связанные с работами по продлению срока эксплуатации ракетной техники.
Для запусков РН «Днепр» используются пусковая установка на площадке 109 космодрома Байконур и пусковые установки на базе Ясный в Оренбургской области.
Всего в период с 1999 года по март 2015 года по программе «Днепр» выполнено 22 пуска, из них 21 — успешный, при этом выведено 141 спутников и аппаратов в интересах коммерческих заказчиков. Компания-оператор конверсионной программы «Днепр» — ЗАО Международная космическая компания «Космотрас». На космодроме Байконур использовалась стартовая площадка 109/95 45°57′04″ с. ш. 63°29′49″ в. д..

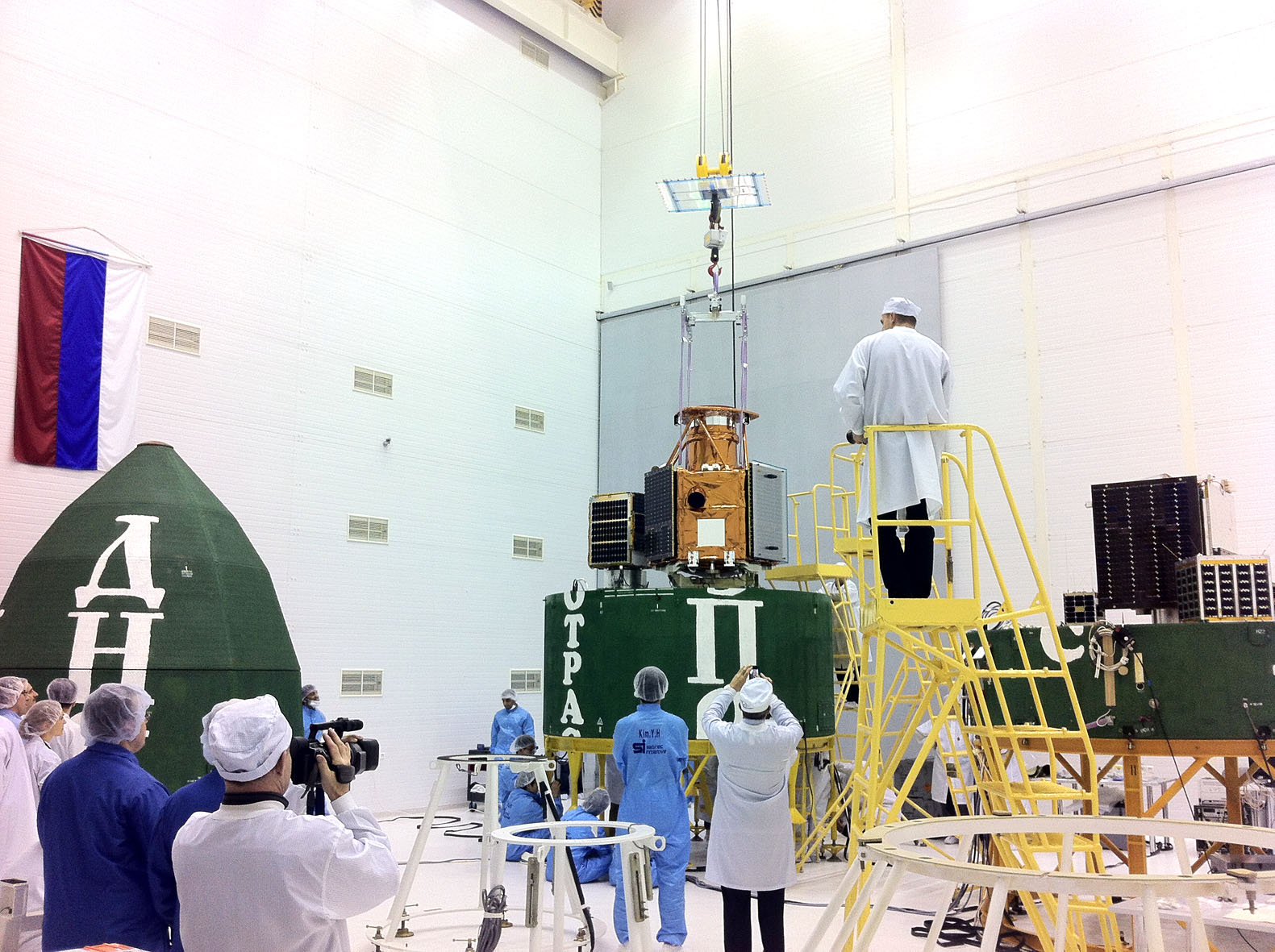
Спутник как полезная нагрузка
- 1:30-4:30, 21:30-22:30 «Янгель отец «Сатаны». Роскосмос, 2011. Пуск с Байконура
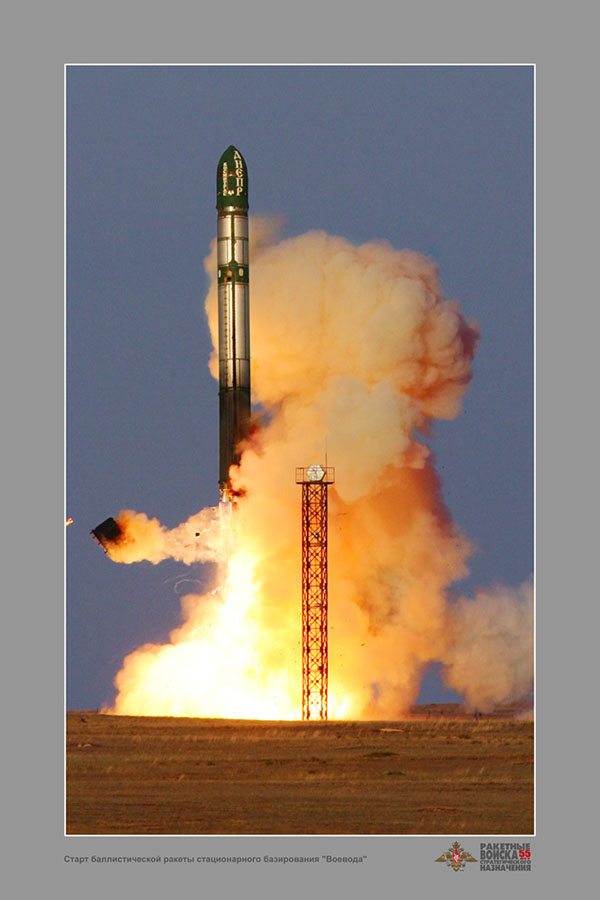
Пуск РН Днепр, Ясный (пусковая база)

## Музейные экземпляры
- Полноразмерный разрезной макет «Р-36М» — Павильон Ракетной техники имени С. П. Королева, Военная академия РВСН им. Петра Великого, Балашиха, Московская область, Россия.[144][145][146] 55°46′57″ с. ш. 37°58′13″ в. д.HGЯO Снаружи павильона (зала хранения изделий) на стене установлена большая инсталляция, сделанная внешне похожей на Р-36М (не сама Р-36М), с имитацией старта подсветкой[147]. Контейнер 15В69 УКП 15В52У (2 части: ярусы 1-5 и 6-12).
- Полноразмерный разрезной макет ракеты Р-36М 15А14 представлен в филиале Центрального музея РВСН в Учебном центре Военной академии РВСН им. Петра Великого в Балабанове Калужской области[148][149]. 55°11′36″ с. ш. 36°37′30″ в. д.HGЯO Также есть УКП 15В52У (ярусы 3-12).
- До 2016 в музее академии РВСН был полноразмерный раздвижной макет Р-36М2 с ГЧ и макет ДУ 2-й ступени.[150]
- «PC-20» «15А18М» в выставочном комплексе «Салют, Победа!» в Оренбурге.[151]51°45′41″ с. ш. 55°05′32″ в. д.HGЯO Новый экспонат был установлен 5 апреля 2010к 65-летию Победы[152].
- «15А18М» (Р-36М2) на территории Южного машиностроительного завода, г. Днепр, Украина.[153]48°26′01″ с. ш. 34°59′53″ в. д.HGЯO
- Полноразмерный разрезной макет ракеты 15А18М РС-20В (Р-36М2) в Музее Ракетных войск стратегического назначения (г. Первомайск), филиале Центрального музея Вооружённых Сил Украины[154], расположенном рядом с пгт. Побугское Кировоградской области на Украине, бывшем месте дислокации 309-го полка 46-й ракетной дивизии[155][156][157] Показывалась в Top Gear Сезон 21, Эпизод 03 (45:40-46:10)48°11′12″ с. ш. 30°39′57″ в. д.HGЯOМаркировка на макете «Макет ХВУ» (ХВУ ликвидировано в 2003). Макеты ракет 15А18 (Р-36М2) и 8К63 (Р-12) были переданы музею РВСН из ХВВАУЛ[158]. Презентация ракеты состоялась 2006-10-12 при участии ветеранов и министерства обороны Украины.[159][160]
  - В этом же музее разрезные макеты: «Пороховой аккумулятор давления 15У76 ракеты РС-20В»[161] 48°11′12″ с. ш. 30°39′54″ в. д.HGЯO, «Турбонасосный агрегат двигателя 15Д117 ракеты РС-20В»[162] 48°11′12″ с. ш. 30°39′53″ в. д.HGЯO, «Твердотопливный двигатель разведения боевых блоков 15Д161 ракеты 15А14»[163] 48°11′11″ с. ш. 30°39′52″ в. д.HGЯO (перемещено с уличной экспозиции внутрь здания), а также «Турбонасосный агрегат Т 270—000 двигателя 8Д723 Р-36 8К67» и «Макет двигательной установки 8Д612 орбитальной головной части Р-36орб».
- Макет «15А18» в Государственном музее истории космонавтики имени К. Э. Циолковского
- Макет в музее истории РВСН в п. Власиха[164]
- Системы управления в музее истории завода Хартрон, г. Харьков[165]
- 15 сентября 2004 г. установлен «Монумент в честь 40-летия Оренбургской Краснознамённой 13 ракетной дивизии» в виде ракеты в пгт Комаровский 51°01′57″ с. ш. 59°52′13″ в. д.HGЯO[166]. Модель Днепр на базе подготовки космических аппаратов Ясный[167]. Фонтан-монумент[168] в виде ракеты у гостиницы Космос (бывшая гостиница «Ясный Космотрас» (Ясный)) 51°01′37″ с. ш. 59°50′41″ в. д.HGЯO. Экспонаты частей ракеты в музее дивизии Ясненского ракетного соединения: часть ТПК[169][170] и др.[167]
- Модель 15А18[171], аккумуляторная батарея 6НКГ-200 для ТПК 15А18[172] в музее истории космодрома Байконур

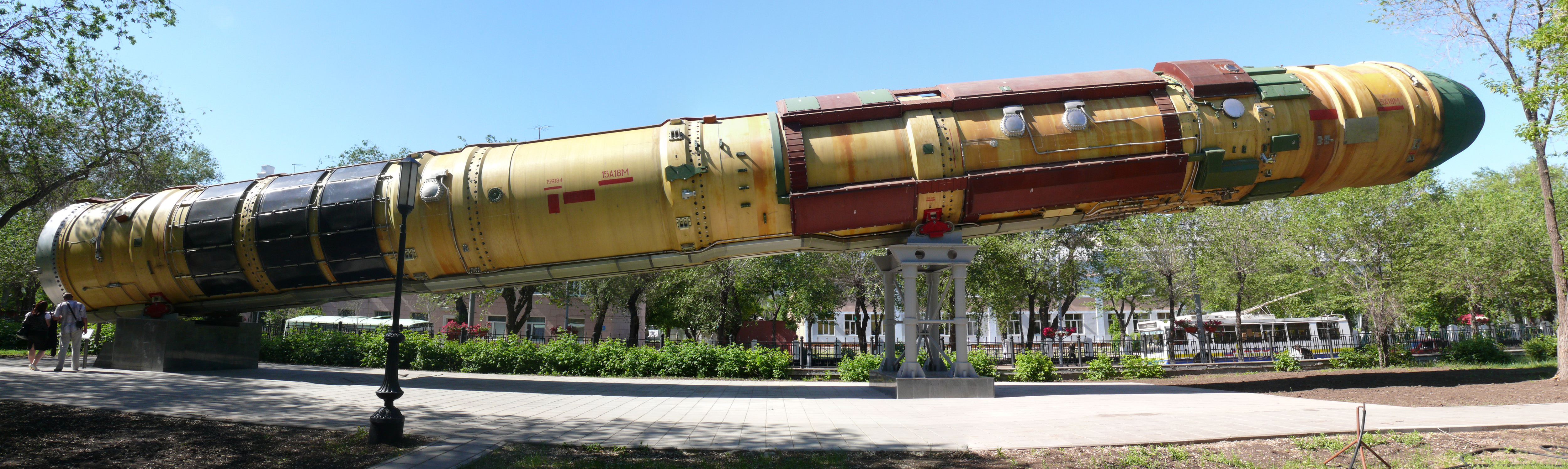
ТПК 15А18М. Выставочный комплекс «Салют, Победа!», Оренбург
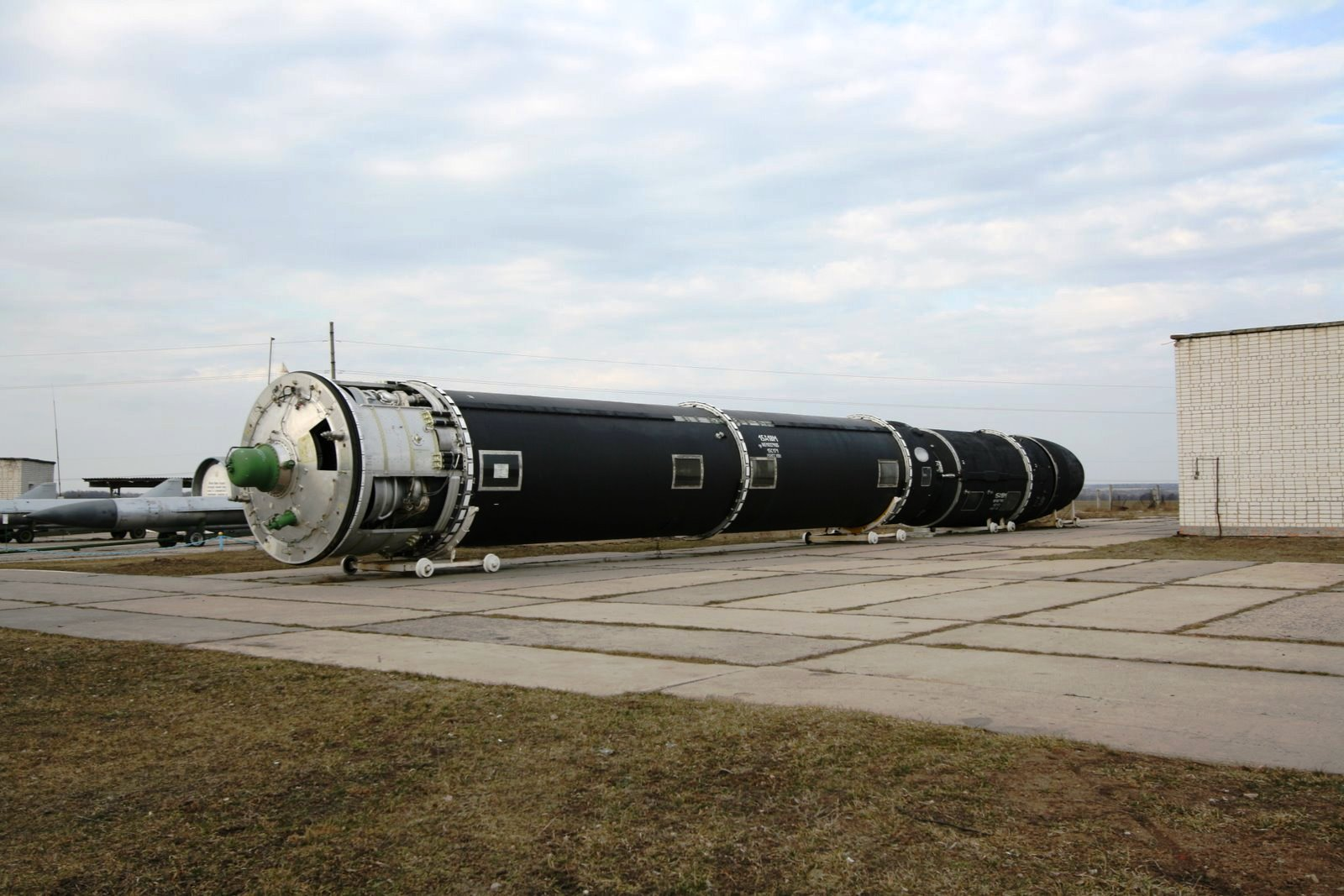
Макет 15А18М без ТПК. Музей РВСН, Украина
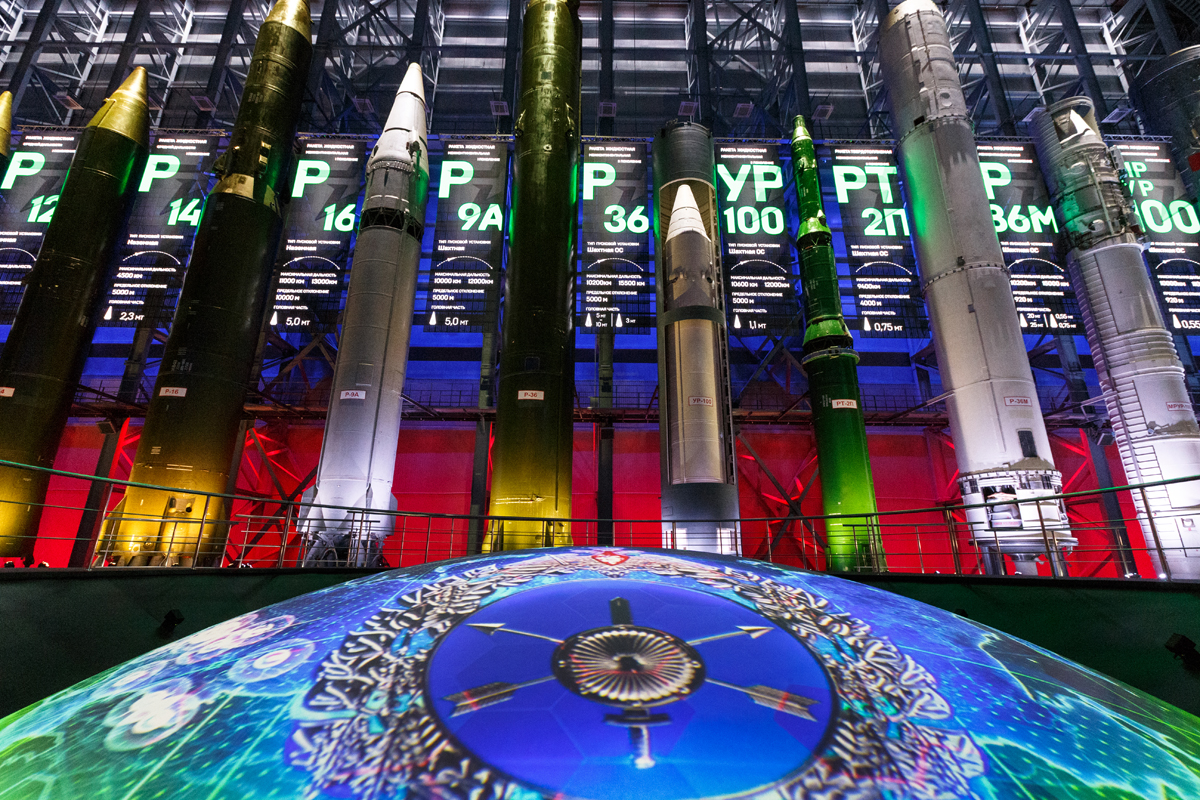
Макет Р-36М в Павильоне Ракетной техники имени С. П. Королева
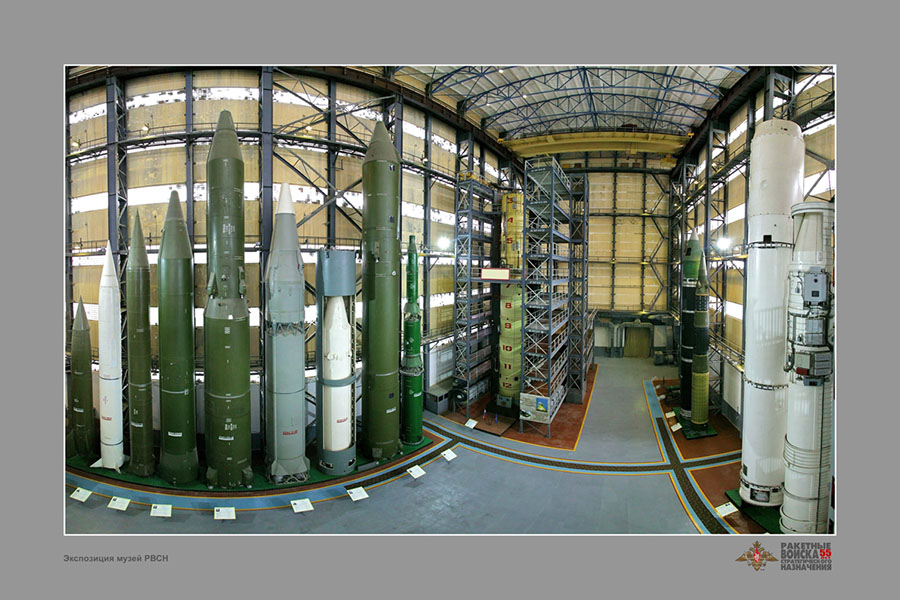
Макет 15А14 (большая белая справа) и 15В52У (жёлтый) в филиале Центрального музея РВСН
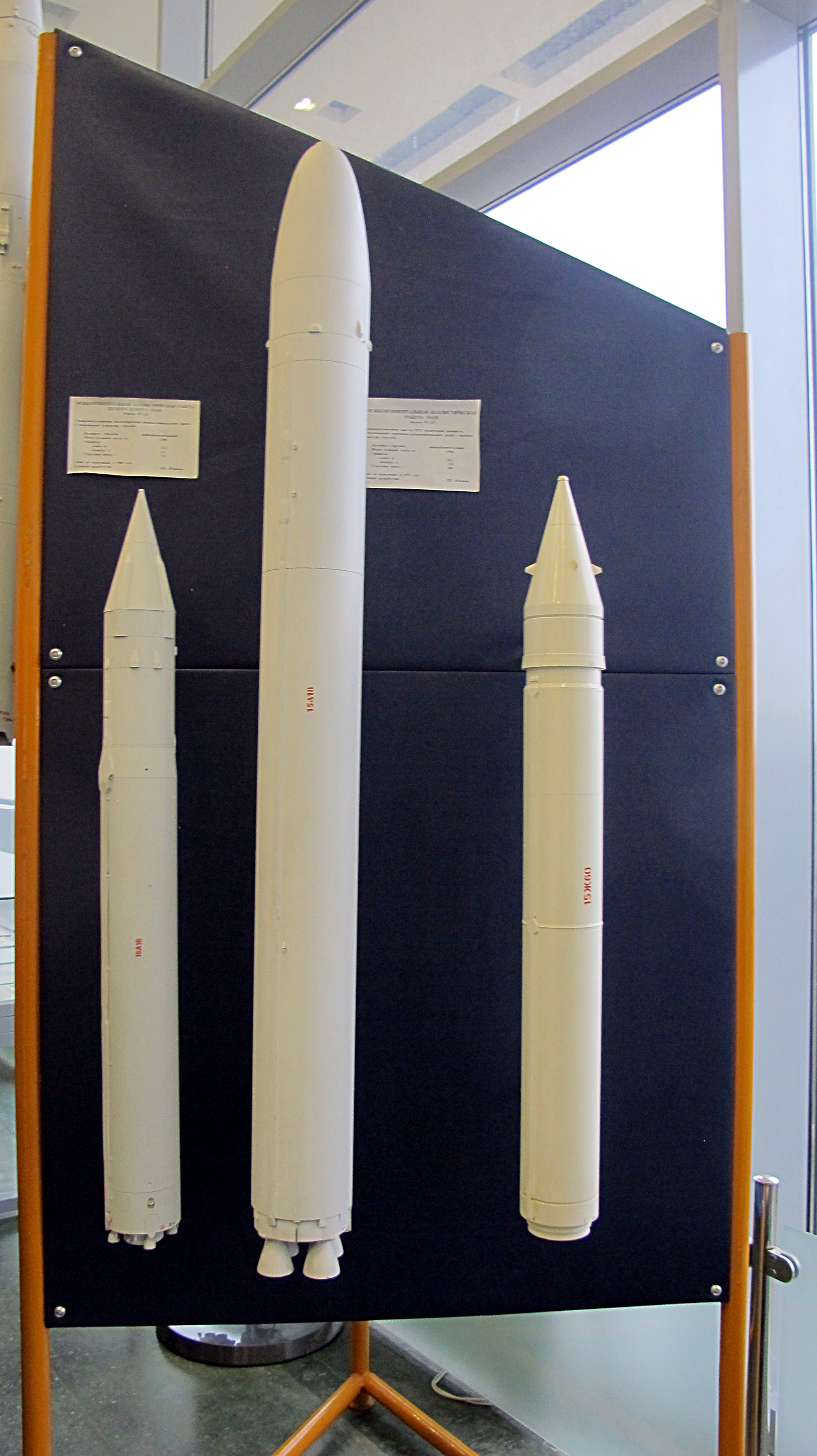
Макет «15А18» в Государственном музее истории космонавтики
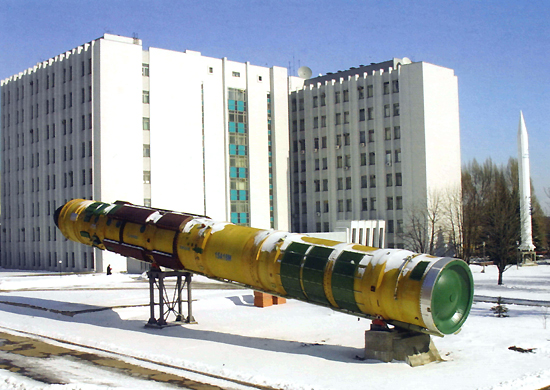
ТПК 15А18М у ЮМЗ